# イタリアの軍事史
イタリアの軍事史（イタリアの ぐんじし）では、イタリア（大陸部・半島部・離島部を含む）における軍事上の歴史を、紀元前509年のタルクイニウス・スペルブス追放後（ローマ共和国成立）から現在のイタリア共和国に至るまでの範囲において記述する。

## 古代ローマ

### 共和制期

鉄器時代のイタリア半島における紀元前6世紀の言語分布

共和政ローマ軍（紀元前500年頃）は古代ギリシアに影響される他の都市国家と同じく、市民兵からなる重装歩兵を中核とした。9,000名程度であった初期の市民兵は資産階級に応じて5つの兵種（全てが重装備であった訳ではなく、軽装の兵種もあった）に振り分けられ、この階級区分は平時における政治においても民衆の集会において活用された（ケントゥリア民会）。初期のローマ軍は一貫してファランクスのような防御的な戦いを基本とした。
しかし次第にローマ軍は独自の戦術を模索し始め、紀元前3世紀までにはマニプルスと呼ばれる120名（場合によっては60名）からなる小規模な分隊制度を導入、ファランクス戦術を棄却した。またレギオ（軍団）という軍単位も、30個のマニプルス（3個の隊列に纏められた）と補助兵から編成される4000名から5000名規模の部隊となった。階級による兵種の違いは維持され、エクイテス（騎兵団）・プリンキペス（重装槍兵）・トリアリィ（重装剣兵）・ハスタティ（軽装兵）・ヴィテッリス（散兵）という分類に再編された。新しい共和政ローマ軍は攻撃的な戦術を元に、周辺国に向けて盛んに戦いを仕向けるようになる。
共和制初期、常備戦力として4000名から5000名規模の軍団は3600名から4800名の重装歩兵、数百の軽装兵と騎兵によって編成されるのが望ましいとされた。時に軍団は戦死、負傷、事故、病気、脱走、徴兵の不首尾など様々な要因から兵力を損ない、兵員を揃えられなくなる場合が見られた。後に内戦でグナエウス・ポンペイウスがガイウス・ユリウス・カエサルと相対した戦いでは、カエサル軍はポンペイウス軍に比べてガリア遠征によって戦力を消耗していた。こうした状況下では属州民から召集したアウクシリアの存在が急ごしらえの戦力として重要となった。またこれだけに留まらず、同化が進んでいたとはいえ、未だ属州であったガリア・キサルピナで新しい軍団を編成している。
この時点では未だローマ軍の兵士は市民兵であり、職業軍人ではなかった。彼らは自発的に軍に加わり、自弁で装備（エクイテスならば当然、馬も必要である）を揃えねばならなかった。ウィリアム・ハリスは紀元前200年頃まで農民階級がこうした動員の主軸を担い、死ななければ6度から7度にわたって軍に召集されただろうと推測している。反対に都市部の富裕層は奴隷や解放奴隷と同じく、余程の事情がない限りは動員の対象外であったと見られる。
状況を大きく変化させたのは、ラティフンディウムによる大規模農業でこうした農民達が没落を強いられた事によるものであった。紀元前107年、ガイウス・マリウスは抜本的な軍制改革を成功させ、その一環として召集を市民兵制から装備を配給しての自由志願制へと改革された。改革以降も兵士の多数は人口の主流である農民であったが、新たに没落した農民などの失業者も軍に加われるようになった。職業軍人としての性質が強まった事で、兵役期間に縛られない長期の遠征が可能となった。職業軍人としての給与は紀元前3世紀頃から始まった「恩賞金制度」が実質的に機能した他、戦争の勝利で得た戦利品（金や貨幣など）の分配があり、更に退職金制度もマリウスによって国家からの領地分配が定められた。また同盟軍からの援軍や、属州地での傭兵雇用もアウクシリア（補助軍）と呼ばれる制度へ確立され、主に軽歩兵や騎兵などを担当した。
マリウスの甥であるカエサルと、帝政の創始者であるアウグストゥスの相次ぐ恩給金増額もあって、帝政期には完全に市民兵制度は消失したと考えられている。今や軍団兵は1年につき900セステルティウス、退職金も貨幣で12000セステルティウスを約束されるまでになっていた。

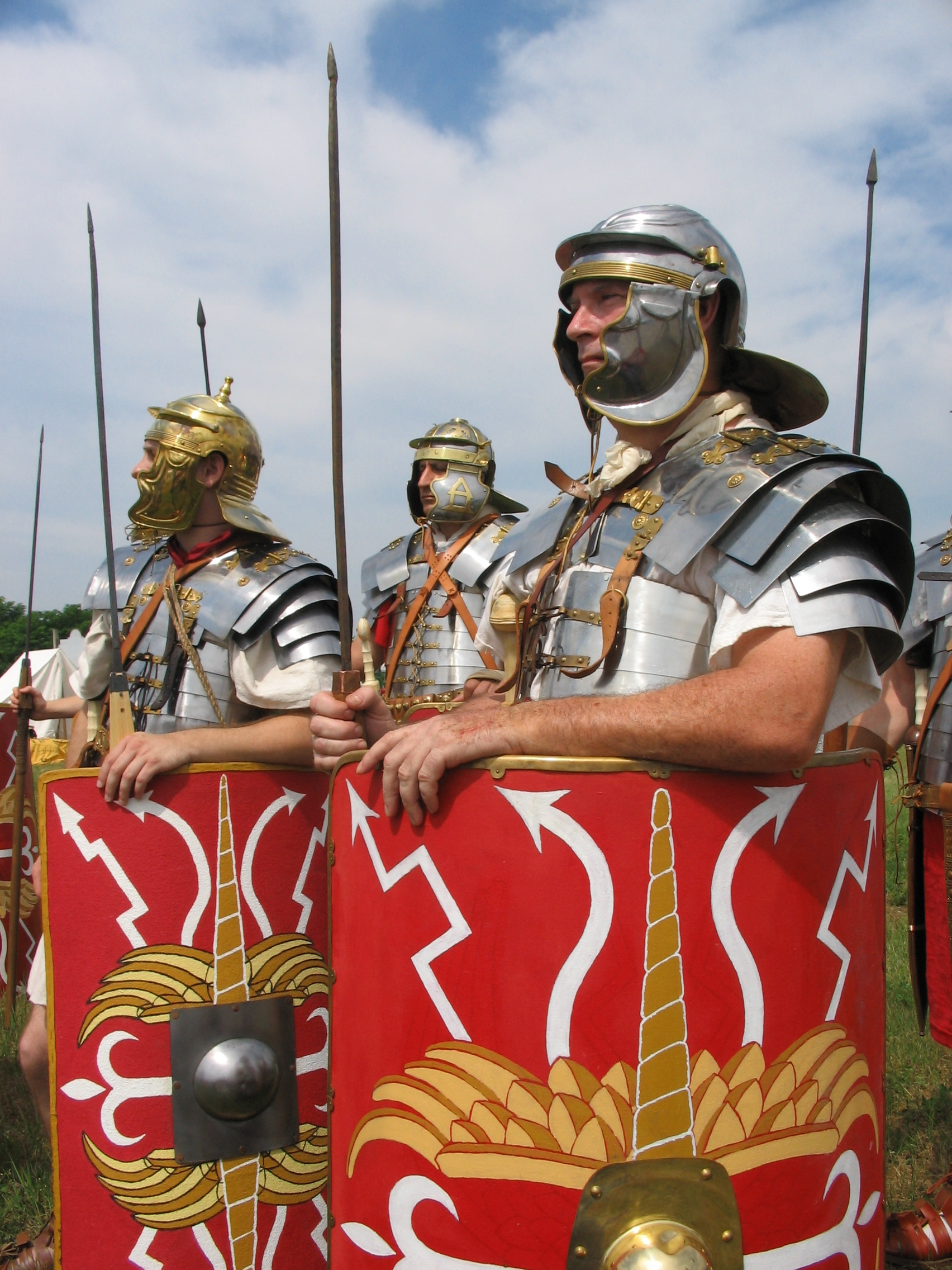
重装歩兵隊

### 帝政期
帝政を確立したアウグストゥスは既存の軍団を一旦解散させて大規模な再編成に着手し、最終的に帝国全土に28個の軍団が編成された。帝政前期（プリンキパトゥス）の間も軍組織の改革は行われた。アウクシリアは変わらずコホルス単位で運用されていたが、正規軍の側も軍団単位よりもコホルスで行動する事が多くなった。それぞれのコホルスは軍団（レギオ）と同じく、アウクシリアと協調することで単独の戦闘が可能であったし、必要であれば別のコホルスと合流する事で対処すればよかった。軍団単位での行動を絶対としていた時代に比べ、こうしたコホルス単位での行動は組織的な柔軟性を生み、長期間にわたってローマ軍が広大な国境線を守るのに寄与した。
ガッリエヌス（253年 - 268年）の時代に行われた軍制改革により、ローマ軍は後期帝政の時勢に合わせて大きな変化を迎える。それまでレギオやコホルスの歩兵による城壁・城砦での防戦を基本としていた国境防衛は、コミタテンセス（野戦軍）と呼ばれる騎兵中心の機動戦力に道を譲った。歩兵部隊は国境から離れた内地での予備戦力（リミタネイ）として待機し、国境が破られた後に都市を防衛する事を新たな任務とした。
コミタテンセスは騎兵部隊を中核に、それに随伴する歩兵部隊から編成された。兵員は一部隊につき1200名の歩兵と600名の騎兵と定められたが、多くの記録は歩兵800名と騎兵400名程度が精々であった。またコミタテンセスは本国民や属州民といった従来の層だけでなく、フォエラディとして知られる「蛮族の傭兵」も含められるようになっていた。西暦400年までにはフォエラディはローマ軍における制度として完全な定着を見て、軍備として備えられた。更には蛮族の同盟国からの援軍にも依存するようになり、こうした部隊はローマ軍の将軍に率いられる一方、分隊レベルでは蛮族の指揮官が迎えられていた。
指揮権という面でも、ローマは王政から共和制・帝政まで多様な変化を続けた。王政の下で軍はローマ王によって導かれ、共和制初期においては任期制の執政官2名が交代で指揮を執っていた。後期共和制では元老院議員の主流層がクァエストル（財務官）として軍指揮官の代理を務め、それからプラエトル（法務官）として正規の軍指揮官を務めた。また広大化した領土の内、属州に関しては総督が軍指揮官を勤める事も多かった。帝政確立の為に軍を恒久的に指揮下に置く事を望んだアウグストゥスの下で、皇帝は軍団指揮官の長として彼らに服従を強きつつ、自らが選抜したレガトゥス（幕僚）を元老院から送り込む事を通じて統制化に置こうとした。幕僚達は属州で総督の統治を補佐し、その上で自らの行政区に配置された駐屯軍に対して影響力を行使した。ディオクレティアヌスによる治世の前後からこうした慣習は棄却された。幕僚達は軍に対する干渉を禁じられ、複数の行政区に配置された部隊はドゥクスという地方司令官職に委ねられた。ドゥクスにはもはや元老院の貴族達と関係なく、軍の将軍達が実績に応じて任命された。ドゥクスに就任した者はその権限を用いてしばしば帝位を簒奪した為、帝政末期のローマ（特に西ローマ帝国）における混乱に拍車をかけた。

### 海軍
ローマ軍は陸軍という印象が強いが、海軍もまた重要な存在として軍を構成していた。紀元前3世紀中頃、二人官の一方である海軍官は主に海賊行為を目的に、20台の船からなる海軍を指揮していた。こうした小規模な海軍を保有するという路線は前278年に一旦断念され、同盟軍による提供に頼る事となった。しかし第一次ポエニ戦争はローマが地中海に強大な海軍を保有する必要性を認識させ、東方の同盟国からの支援を受けながら海軍の養成が進められた。ヘレニズム式の海軍技術に対する信頼は共和制末期まで続き、帝政期により小型の船に取り替えられるまで、ポエニ戦争以来の大型船舶が活用されていた。一般的な櫂船と比較して、ヘレニズム式の船舶は未熟な水兵達でも運用が容易であったし、操作性の悪さは兵士を船一つにつき40名ほどを搭載して白兵戦に持ち込む事で解決された。船長は陸軍での百人隊長に相当する地位を与えられたが、多くが属州民から編成されたという点で大きく違っていた。海軍が非ローマ的であったという点は、平和時において容易に規模の縮小を可能にする為でもあった。
帝政後期の350年頃には、ローマ海軍が輸送や補給任務を主な目的として軍船と輸送船で編成されていた事が分かっている。軍船はガレー船に分類されるもので、アレキサンドリアとラヴェンナを中心に地中海沿岸の幾つかが根拠地として使用されていた。また川舟はこの時代にはリミタネイに加えられておりライン川とドナウ川に沿った防備を固めるのに活用された。著名な陸軍の将軍が艦隊を指揮したという事実は、海軍が独立した指揮権を持たなかった事を示唆している。ちなみに幕僚は海軍の指揮権については干渉を許されていたが、どれほどの範囲であったかは不明である。

## 中世
中世時代の間、ローマを中心とした支配が崩れた後のイタリア地域では近世のイタリア戦争まで群雄割拠の時代が続いた。オドアケルを頭領としたヘルール族の軍勢がロムルス・アウグストゥルスを退位させたが暗殺され、次いでテオドリック率いる東ゴート王国軍が全土を支配した。両者は東ローマ帝国（中世ローマ）の庇護を受けていたが、東ゴートもベリサリウス率いるローマ軍に滅ぼされ、ラヴェンナ総督領（en:Exarchate_of_Ravenna）が成立した。東ローマの支配権もやがてランゴバルト軍の侵入に崩されたが、東ゴートやヘルール族と違って頑強な抵抗を続けた東ローマ領を、ランゴバルト族は完全に征服できなかった。
ランゴバルトはローマやヘルール、東ゴート、東ローマのようにイタリアの完全掌握には失敗したものの、南北の大部分を統合するランゴバルト王国を樹立した。一方、ラヴェンナ総督領は中西部のローマ公国、南西部のナポリ公国、南端部のアプリア・カラブリア公国へと分化した。ランゴバルト王国軍は残された領地を巡って東ローマ軍と争ったが、ブルグント王国を巡る戦いでフランク王国と敵対する過ちを冒し、サヴォイアなど一部領土を失った。その後は再び体勢を立て直したものの、774年にシャルル・マーニュ率いるフランク軍に敗退して滅亡した。だがフランク軍もまたランゴバルトを駆逐しきれず、南部のランゴバルト王国領はベネウェント公国として残り、東ローマ系の公国も残っていた事から複雑な勢力図が生み出された。加えて地中海で猛威を揮っていたアラブ人（サラセン人）の海賊によってサルデーニャやコルシカが攻め落とされ、更にはシチリア島には北アフリカのアグラブ朝軍がシチリア首長国を打ち立てた。
フランク王国は北イタリアの征服をもって南欧での戦いを切り上げて中欧における帝国建設を進め、フランク帝国を建国した。北イタリアはその一部として一応の安定を見る事となった。またローマ・アラブ・ランゴバルトの三つ巴となっていた南部は、ノルマン騎士ロベール・ギスカールによる南部本土の統一、及びその末裔ロドヴィコのシチリア遠征の成功によりシチリア王国として統合された。中部は教皇領としてカトリック教会に庇護され、中立の土地として安定を獲得している。
各地域が一定の安定を見た後はフランク帝国の崩壊を経て、フランク帝国の後裔を自称する神聖ローマ帝国とこれに対抗するローマ教会の対立が主な出来事となった。神聖ローマ帝国はイタリア政策と称して幾度と無くイタリアへの遠征を繰り返し、その度に北イタリアの諸侯・諸都市は教皇派と皇帝派に分かれて戦った。だが1176年5月のロンバルディア同盟に対する敗戦など失敗が続き、最終的に神聖ローマ帝国は北イタリアでの権威すら失った。教皇派の勝利によってジェノヴァ・ヴェネツィア・フィレンツェといった共和制国家やミラノ公国などの諸侯が成立、北イタリア情勢も群雄の時代へと変化した。一方、南部では王朝の交代を経てトリナクリア王国とナポリ王国という二つの王国へ分離したが、北部ほどの騒乱は起きなかった。
神聖ローマの敗北と、百年戦争による欧州中央部での大乱は中世後期のイタリア地方が比較的に平穏な時代を過ごすことを許した。

## 近世

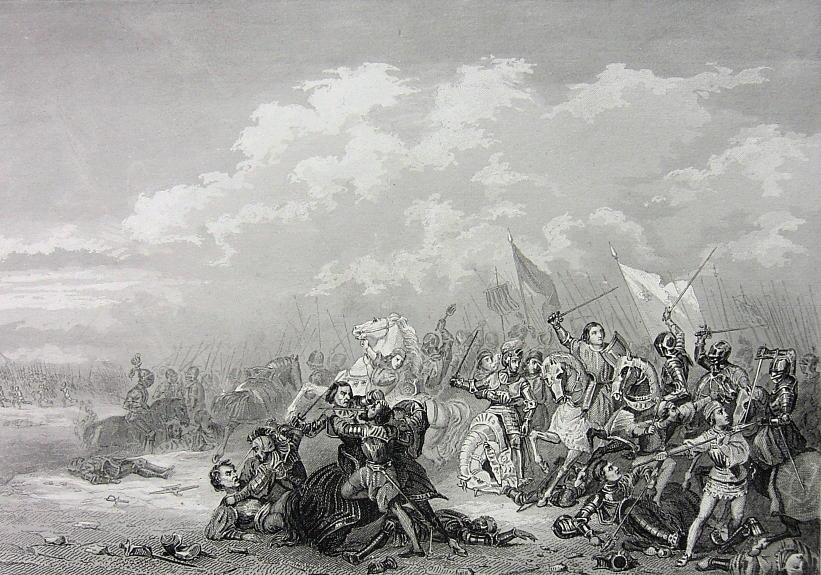
セミナーラの戦い

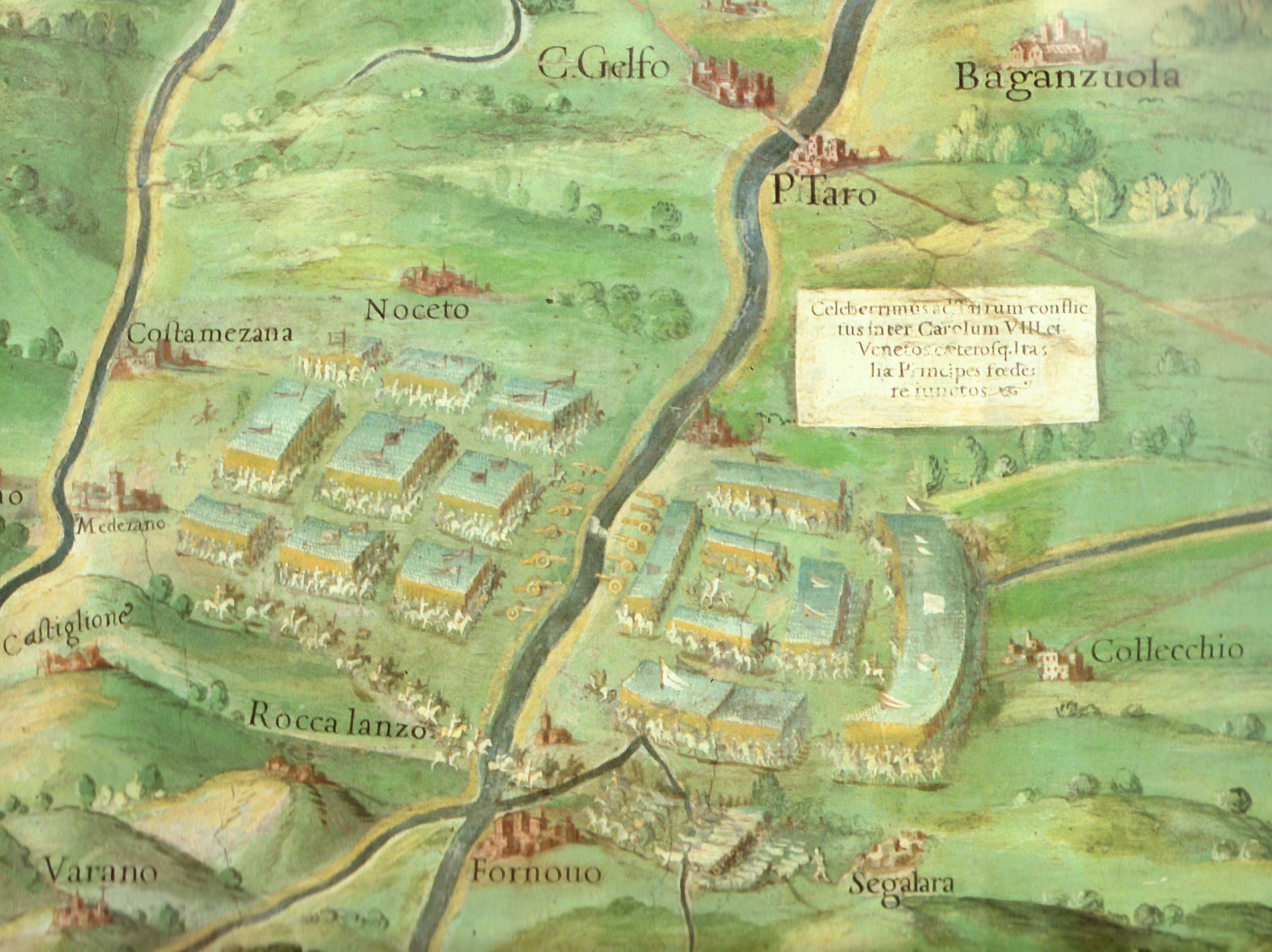
フォルノーヴォの戦い

### イタリア戦争（1494年 - 1504年）

#### 第一次イタリア戦争
近世ルネッサンスを迎えたイタリアは5つの大国に集約されつつあり、この五大国によって結ばれたローディの和約によって対外的な平和を実現した。しかし1494年、イタリア戦争の始まりによって再び混迷の時代を迎えた。ミラノ公国のルドヴィコ・スフォルツァ（イル・モーロ）は和平を実現した父に対して、権力闘争の為に諸外国をイタリア情勢へと引き込む愚を冒した。ナポリ王位に対する継承権を主張していたフランス王シャルル8世を懐柔したルドヴィコは、対立していたナポリ王国へフランス軍を嗾ける事に成功した。
平穏の中で戦術的な進化が遅れていたナポリ軍はセミナーラの戦いなどでフランス軍に苦戦を強いられ、シャルル8世はナポリ王位を奪い取る事に成功した。だがイタリア諸侯の反仏感情が高まる中でヴェネツィア軍と教皇軍が助け舟を出し、ナポリ・ヴェネツィア・教皇領の反仏同盟が結成された。そして同盟にカスティーリャ・アラゴン連合と神聖ローマ、それにミラノが助力を申し出た事で反仏包囲が完成した。1495年、包囲の危機に晒されたシャルル8世はフォルノーヴォの戦いを経て、命からがらイタリアから脱出した。勝利を得たイタリア諸侯に対し、シャルル8世は屈辱を味わったままに事故死したが、この戦いは戦争の始まりに過ぎなかった。

#### 第二次イタリア戦争
シャルル8世の親族でヴィスコンティ家の縁戚でもあるルイ12世が新たに国王に即位すると、1499年に第二次遠征が開始された。ルイ12世はヴィスコンティ家の復位と称してルドヴィコ・スフォルツァを幽閉してミラノ公国を占領した。さらにトリナクリア王国を領有する立場からナポリ王国への野心を抱いていたカスティーリャ＝アラゴン王国にナポリ分割を打診、ナポリ王国を挟撃することで滅ぼした。
しかし元から全土占領を考えていたカスティーリャ・アラゴン側は北進を開始、フランス軍はチェリニョーラの戦いとガリリャーノ川の戦いで立て続けに敗北し、再びイタリアから敗走した。

### カンブレー同盟戦争（1508年 - 1516年）
第二次イタリア戦争から数年が経過した1508年、ヴェネツィアのロマーニャ占領に端を発する新しい対立が生まれていた。教皇ユリウス2世の号令によってフランス・カスティーリャ＝アラゴン・神聖ローマ・教皇領が一堂に会する同盟が結成された（カンブレー同盟）。アドリア沿岸部の分割を目指す同盟軍を前に、ヴェネツィア共和国は単独で立ち向かわなければならない状況に置かれた。

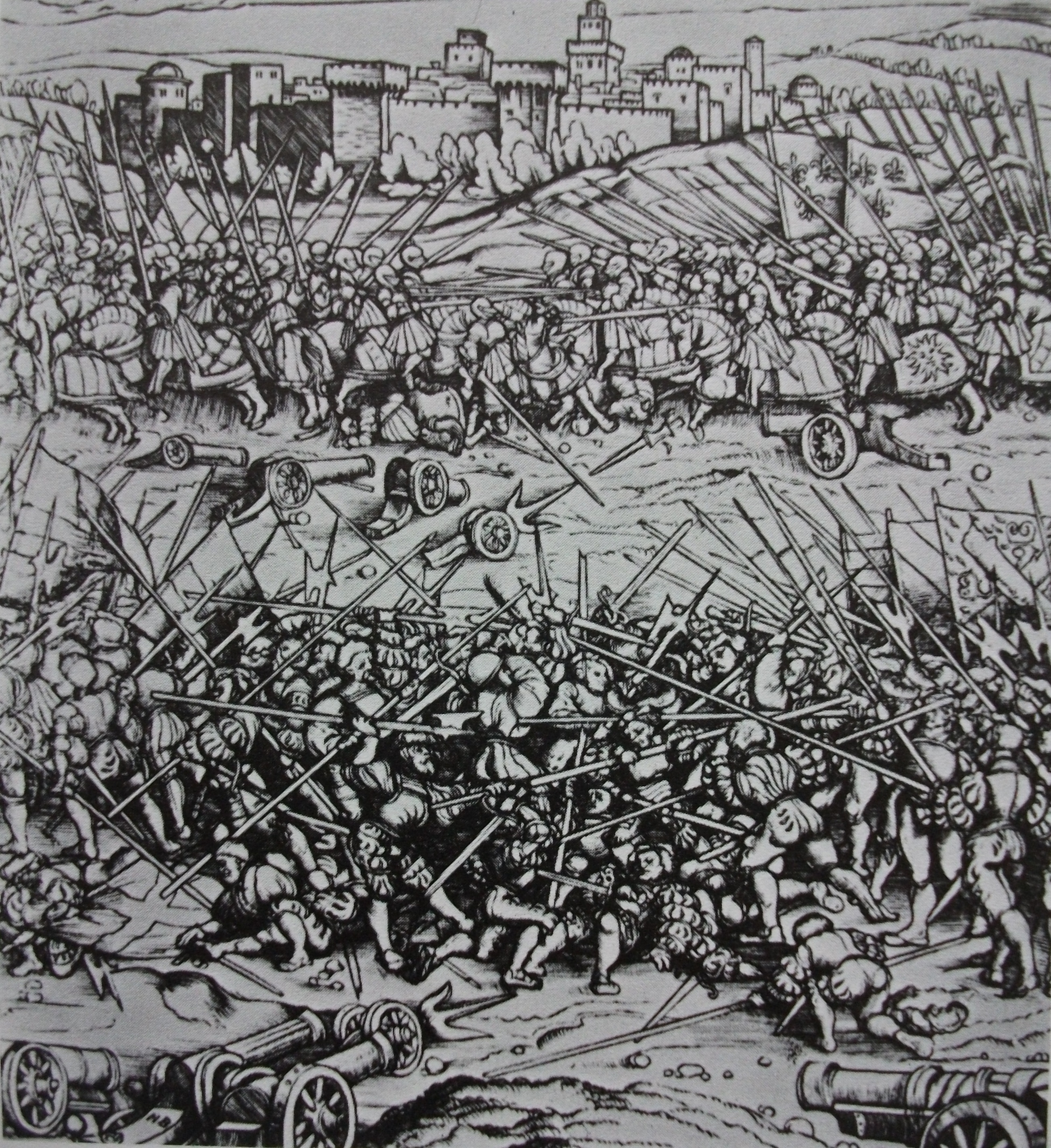
ラヴェンナの戦い

カンブレー同盟戦争は戦う陣営が時期によって大きく変動する不安定な戦争であった。まずは二度に亘る敗戦という汚名の晴らさんとするフランス軍の第三次遠征が開始、ヴェネツィア軍はアニャデッロの戦いに破れ、大部分の内陸領が失われた。しかしロマーニャ領有を巡る論争からユリウス2世がヴェネツィアと同盟を結んでフランス軍の梯子を外すと、神聖ローマやカスティーリャ＝アラゴン、更にはイギリスも呼応して新たに神聖同盟が結成、フランスは再び孤立に追い込まれた。フランス軍はミラノ公国をスイス傭兵隊を率いるマッシミリアーノ・スフォルツァ（ルドヴィコ・スフォルツァの嫡男）に委ねるとラヴェンナに進軍した同盟軍と相対した（ラヴェンナの戦い）。戦闘ではフランス軍が優勢を維持していたものの、指揮官ガストン・ド・フォワの戦死などが響いてラヴェンナは陥落、フランス軍は三度イタリアから退却した。
しかし1512年、今度は神聖同盟軍の側で領地分配に関する議論で仲違いが起き、更にヴェネツィアがフランスと単独講和を結んだ事で同盟は瓦解した。ヴェネツィアはロンバルディア分割を取り決めて内陸領を奪還した。1513年、フランス軍はミラノ公国を再度没収すべく軍を進めたが、ノヴァーラの戦いでマッシミリアーノを守るスイス傭兵隊に敗北した。以後、フランスは数度に亘ってミラノ攻略に失敗し続けたが、フランソワ1世の代に漸くマリニャーノの戦いでマッシミリアーノを追放することができた。これで北イタリアはフランスとヴェネツィアが分割する状態となった。

### イタリア戦争（1521年 - 1559年）

#### 第三次イタリア戦争

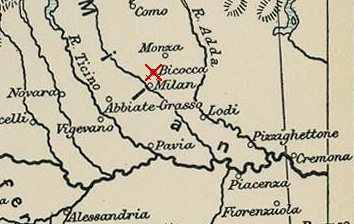
ビコッカの戦い

1519年、神聖ローマ皇帝にカスティーリャ＝アラゴン王位を持つカール5世が即位すると、ハプスブルク王朝の大帝国が西欧に出現する事となった。危機感を強めたフランスはヴェネツィアとの同盟を維持しつつ、教皇とイングランド王の支持を得たハプスブルク王朝の大領土に対抗する動きを見せた。教皇軍がミラノを占領してスフォルツァ家を復位させる事態に、フランス軍は教皇軍の傭兵隊長（コンドッティエーレ）プロスペル・コロンナ、及びフランチェスコ・スフォルツァ（マッシミリアーノの弟）らが率いるミラノ軍に攻撃を仕掛けた。フランス軍は本国兵・傭兵を含めて3万名を超えていたとされるが、フランチェスコによって召集された6000名の兵士（殆どがミラノ領内で召集された）に敗れ去った（ビコッカの戦い）。フランス軍はミラノ公国から敗走して本国へと撤収した。
イタリア諸侯の勝利を経て、到来した同盟軍の主力部隊はパヴィアの戦いでフランス軍を完膚なきまでに打ち破り、指揮を執っていたフランソワ1世も捕虜となった。監獄でフランソワ1世はマドリード条約を認めさせられ、同条約でイタリア地域に関してはミラノ公国やナポリ王国に対する領土権主張の放棄が定められた。

#### 第四次イタリア戦争

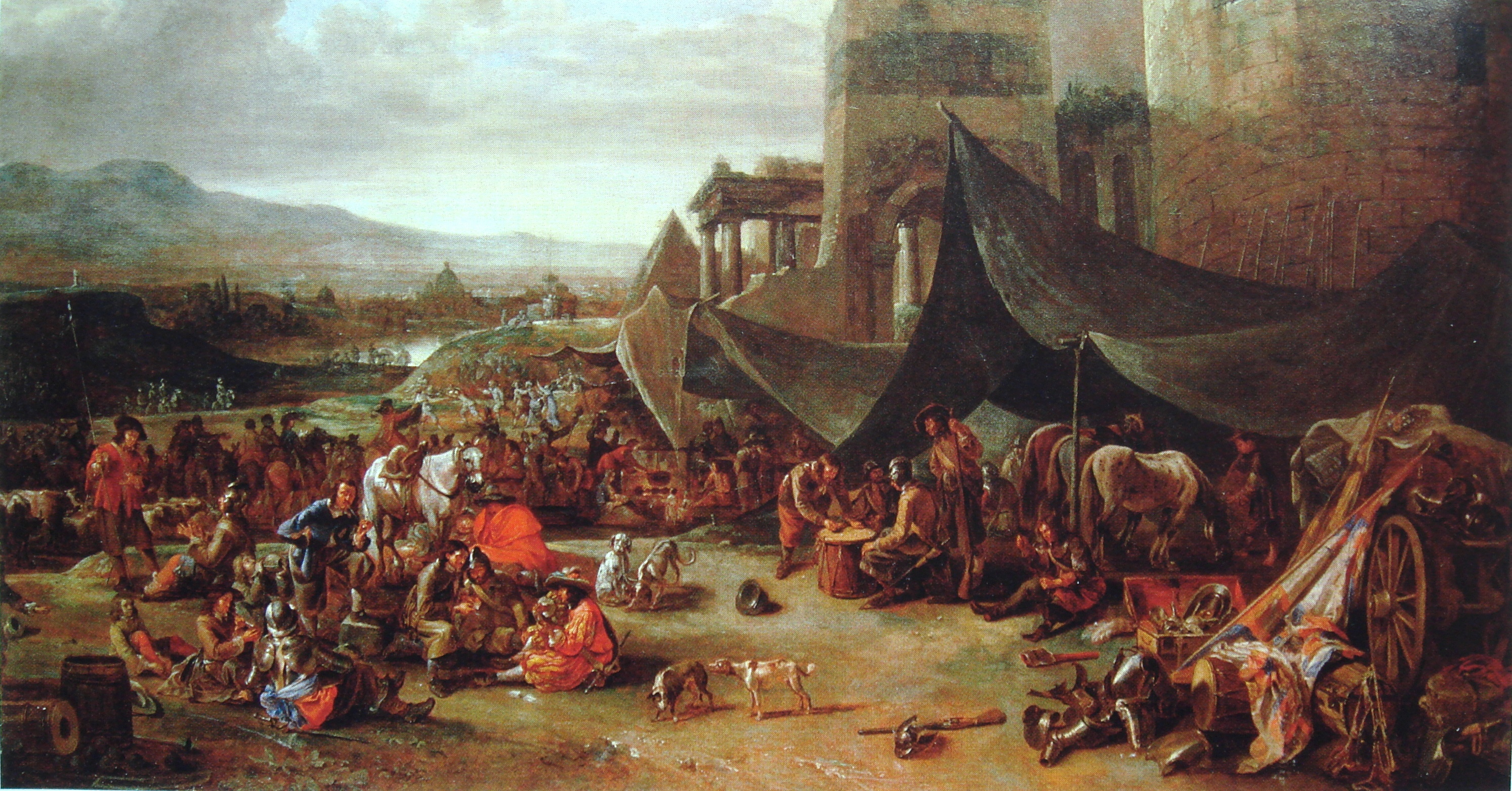
ローマ劫掠

条約締結で解放されたフランソワ1世は条約の無効を宣言した。その上で先の反省から今度はヴェネツィアだけでなくミラノ・教皇領を含めたイタリア諸侯、イングランドなど広範な勢力と反ハプスブルク同盟を結んだ（コニャック同盟）。
1527年、ハプスブルク軍はイタリア諸侯へ大軍勢を差し向け、これをフランス軍と同盟軍が迎え撃つ形となった。しかしコニャック同盟は上手く機能せず、ローマへ突入したハプスブルク軍はローマ劫掠（サッコ・ディ・ローマ）を引き起こした。翌年にはフランス軍によるナポリ王国領への反攻が試みられたがこれも失敗に終わり、フランス軍を見限ったイタリア諸侯はハプスブルク家との和睦を結び、またメディチ家はハプスブルク家の支援でフィレンツェの君主となった他、ジェノヴァも独立を回復した。
ほどなくフランスも形勢不利を認め、ハプスブルクに賠償金を支払って和解した。

#### 第五次・第六次・第七次イタリア戦争
第四次までのイタリア戦争の結果、ナポリ・トリナクリア両王国が、スペイン（アラゴン＝カステーリャ）や神聖ローマと共にハプスブルク家の同君連合として、強い結束で結ばれる事となった。また度重なるフランス軍の遠征を退け、ジェノヴァ・フィレンツェ・ミラノ・ヴェネツィア・教皇領が独立を維持した。しかしハプスブルク帝国の強い影響下での独立という点ではナポリ・トリナクリアと変わりなく、実質的にイタリア諸侯はハプスブルクの従属勢力となった。
その後もフランス軍とハプスブルク軍は同様にイタリア諸侯を巡る戦いを繰り返したが、それまでの戦いと違ってイタリア諸侯自体が大きく活躍する事はなくなった。
1535年にフランチェスコ・スフォルツァが跡継ぎを残さずに亡くなり、スフォルツァ家が断絶したことで始まった第五次イタリア戦争は休戦を挟み、第六次イタリア戦争へと繋がった。オスマン帝国を同盟に引き込んだフランス軍が優勢に戦いを進めたが、最終的にはハプスブルク軍に敗れてカトー・カンブレジ条約を締結した。同条約でミラノ公爵領は神聖ローマ皇帝が兼務するものとし、またフランスは他のイタリア諸侯に対する支配権主張も取り下げ、遂にイタリア戦争は終結した。
既に最初の戦争から50年近くが経過していたが、強大なハプスブルク帝国に従属を強いられたイタリア諸侯は、もはや欧州情勢の主導権を握れなくなった。

## 近代

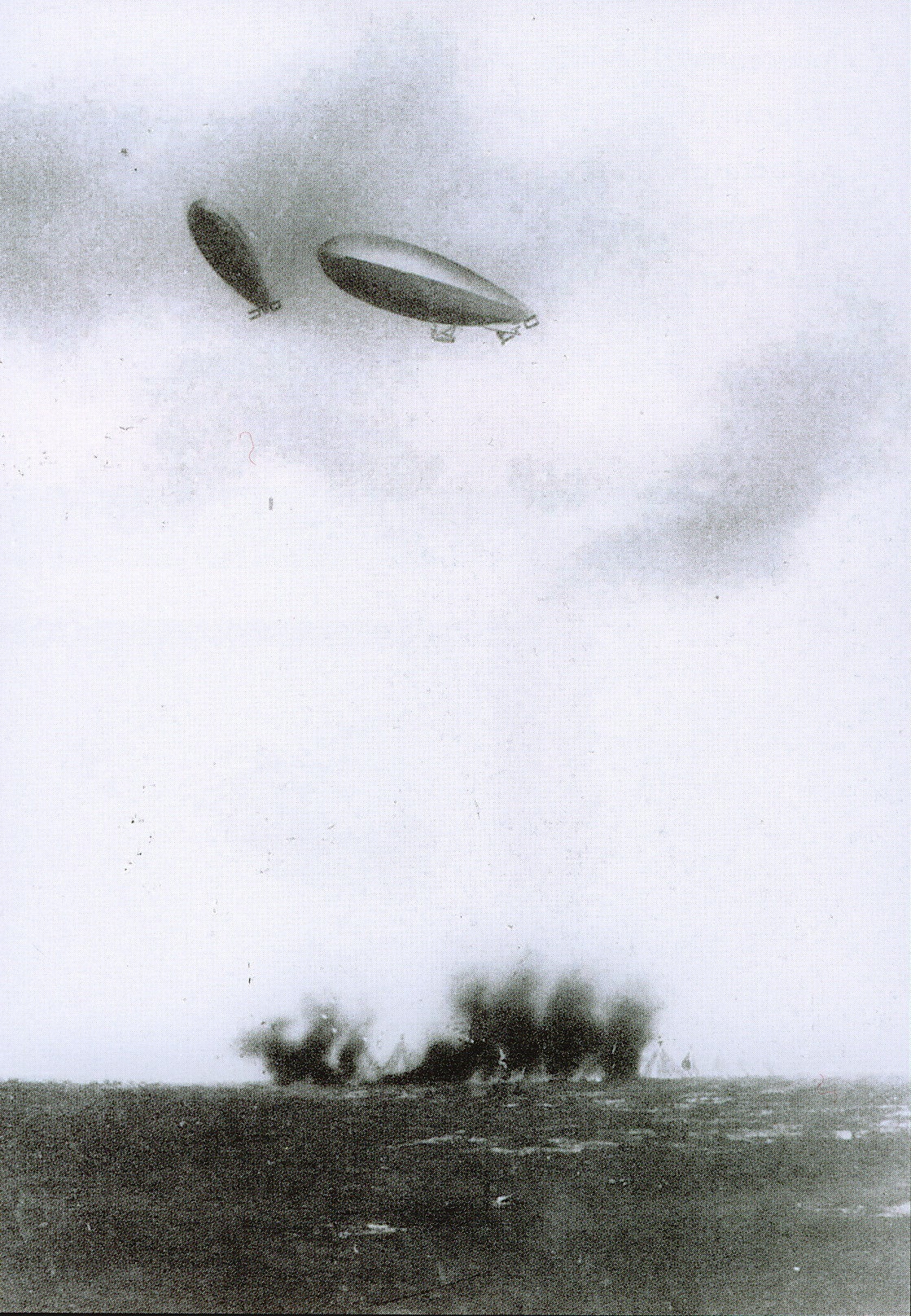
伊土戦争でのイタリア陸軍飛行艇

### イタリア統一と植民地戦争
近代に入って、独立を維持していた北西部のサヴォイア家のサルデーニャ王国（ピエモンテ王国）は、クリミア戦争への参加などで国際的地位を高め、最終的にフランス帝国との同盟によって北イタリアを統一、またローマ以外の教皇領も占領している。次いでジュゼッペ・ガリバルディ率いる義勇軍（赤シャツ隊、千人隊）の活躍により両シチリア王国（ナポリ・トリナクリア）も滅ぼされ、サルデーニャ王国により大部分の統一が果たされた（イタリア王国）。統一戦争（リソルジメント）の始まりと終わりについては論者によって違いがあるが、概ね1815年のウィーン体制確立から1871年のローマ占領までであると考えられている。しかし一部の領土は未回収のイタリアとして残り、これらを統合しようとするイリデンティズムという思想が形勢される。またサンマリノはこの戦争での功績が認められ、独立を維持した。
統一戦争を終えた後、植民地支配の後発国であるイタリア王国は積極的に植民地戦争に臨み、まずアフリカで唯一独立を維持していたエチオピア帝国に攻撃を仕掛け、エリトリア戦争で勝利を収めた。次にエチオピア帝国内の内乱を利用してエチオピア全体の傀儡化を進めるが、フランスの支援を受けたエチオピア軍に苦戦を強いられ、一旦植民地戦争は頓挫した（第一次エチオピア戦争）。
1911年に再度の植民地拡大が図られ、オスマン帝国との間で北アフリカを巡る戦いが発生した（伊土戦争）。海軍の優勢によってイタリア海軍はオスマン海軍を圧倒し、また北アフリカの主要都市を占領してリビアを割譲させた。この戦いは初めて空軍が戦場で活躍した戦争としても著名である他、イタリアの優勢はバルカン戦争の引き金としてオスマン帝国の本格的な凋落に繋がった。

### 第一次世界大戦

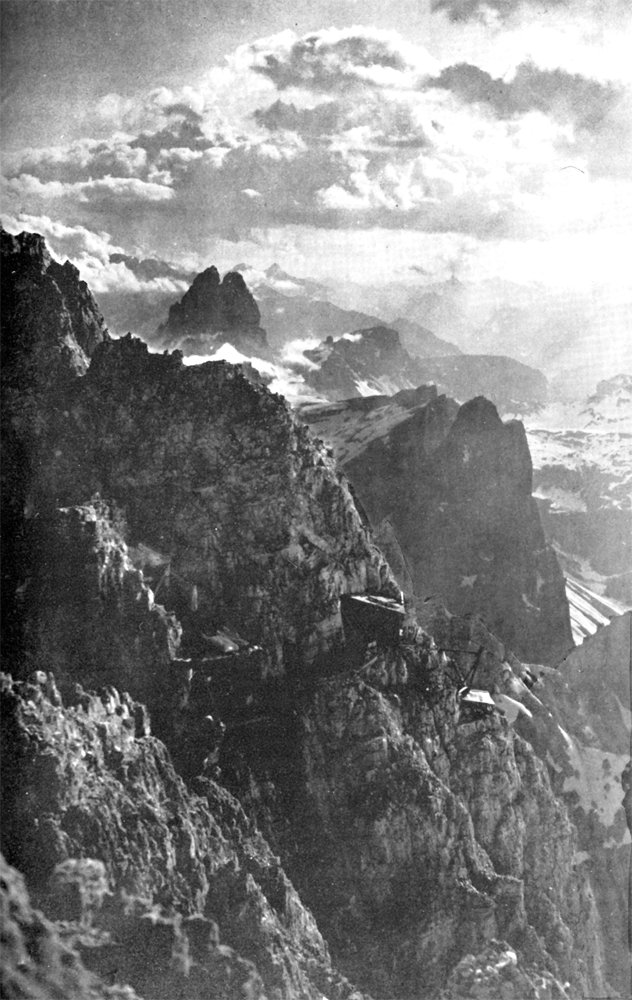
両軍の戦いとなったアルプス山岳地帯の高所

イタリア王国はドイツ帝国、オーストリア＝ハンガリー帝国と中央同盟を形成してフランス・イギリス・ロシアの協商国同盟と対抗する政策を取っていたが、英仏側とも連絡を取っていた。これは未回収地の多く（トリエステ、イストリア、ザーラ、チロル、ダルマティア）を持つオーストリアに伝統的な反感があった事に加え、大戦前の同盟内協議でドイツの強い要請にもかかわらずオーストリアが領土返還に難色を示した事が背景にあった。ドイツの取り成しの失敗により、同盟内での利益を不安視したイタリア王国は英仏からの懐柔工作を受けて協商国同盟側に傾いていき、1902年にはフランスと領土案に関する覚書を交わしている。
1914年8月3日、バルカン半島で両陣営の国益が衝突して第一次世界大戦が発生した時、イタリア王国はオーストリアのセルビア侵攻は共同防衛の範疇に含まれないとして局外中立を宣言した。この時点で王国宰相アントニオ・サランドラは既に協商国側から以前の交渉に沿って、大幅な領土割譲を条件にした参戦を約束していた。閣僚陣は反対派が多かったものの、国家主義者と自由主義者の支持を背景にして参戦は決意された。1915年4月26日、サランドラ政権は議会を無視してロンドン条約を結び、多民族が入り乱れるダルマチアなどを含めた全未回収地の返還を約束された。
1915年5月3日、イタリア王国は公式に三国同盟からの離脱を宣言して、明確に協商国寄りの姿勢を見せた。しかし翌日に政界の指導者であったジョリッティ元首相に纏められた中立派の議員が議会多数を確保して、参戦決議を拒絶する姿勢を見せた。市街地ではガブリエーレ・ダンヌンツィオら参戦派のグループが暴動を起こしたものの、大勢を変える事にはならずサランドラ首相は国王に辞任を申し出た。しかし国王が参戦に賛同する意向を示したことで協商同盟への参加が決定した。
戦いは殆どが伊墺国境のアルプス山脈での山岳戦闘となった。守り手にとって有利となる山岳戦で、イタリア王国軍は非常に大きな犠牲を伴いながら前進を続けた。イタリア陸軍は無数の山頂に立て篭もるオーストリア陣地を梯子や登山道具を使って登りながら占領しなければならなかったし、また野戦砲などの大型装備は山頂からザイルを使って吊り上げるという途方もない困難が強いられた。特に後者については敵軍から「まるで蟻が砂糖を運んでいるかの様だ」と感嘆されるほどであった。
戦いは長期戦の末に東西両面で戦力をすり減らしたオーストリア軍の敗北に傾いたが、ドイツ軍の参戦によって戦局は一挙に逆転した。英仏軍も援軍を派遣するとイタリア陸軍はピアーヴェ川で戦線を立て直した。その後、ドイツ軍が撤退すると対独戦への備えから英仏軍も撤収した為、戦場は再び伊墺両軍の戦いに回帰した。オーストリア軍は単独ではイタリア陸軍によるピアーヴェ川の防衛線を突破できず（ピアーヴェ川の戦い）、軍内で厭戦感情が広がっていった。そして大戦末期、士気低下に歯止めが掛からないオーストリア軍に行われた大攻勢により、イタリア王国軍はタリアメント川まで前進した（ヴィットリオ・ヴェネトの戦い）。
オーストリア・ハンガリー帝国はイタリア王国に対して降伏を宣言し、大戦から脱落した。主要同盟国の降伏は英仏米軍に敗北を喫しつつあったドイツ軍に多大な衝撃を与え、協商国の士気を引き上げた。講和会議でイタリア王国は南チロルとイストリア半島を与えられたが、戦後に宣言された「民族自決の原則」によりダルマティアは異民族の土地と判断され、獲得できなかった。

### 戦間期
第一次世界大戦後、戦勝国として領土拡大を果たしたイタリア王国であったが、経済的には英仏の様に多額の賠償金を期待できなかった為、経済不安に陥る事となった。国内で革命勢力が増大する状態にロシア革命の二の舞を恐れたサヴォイア王家は、国家主義・民族主義を唱えるファシスト党に組閣を命令した。1922年10月28日のローマ進軍で政権を獲得したファシスト党の党首ベニート・ムッソリーニは軍の重視を政策目標の一つに掲げ、海軍面では地中海を「イタリア海」と呼んでその獲得を主張した。陸軍面では「言葉は美しいものだが、ライフル・機関銃・戦車・航空機・大砲といったものはもっと美しい」と演説している。

#### 第二次エチオピア戦争

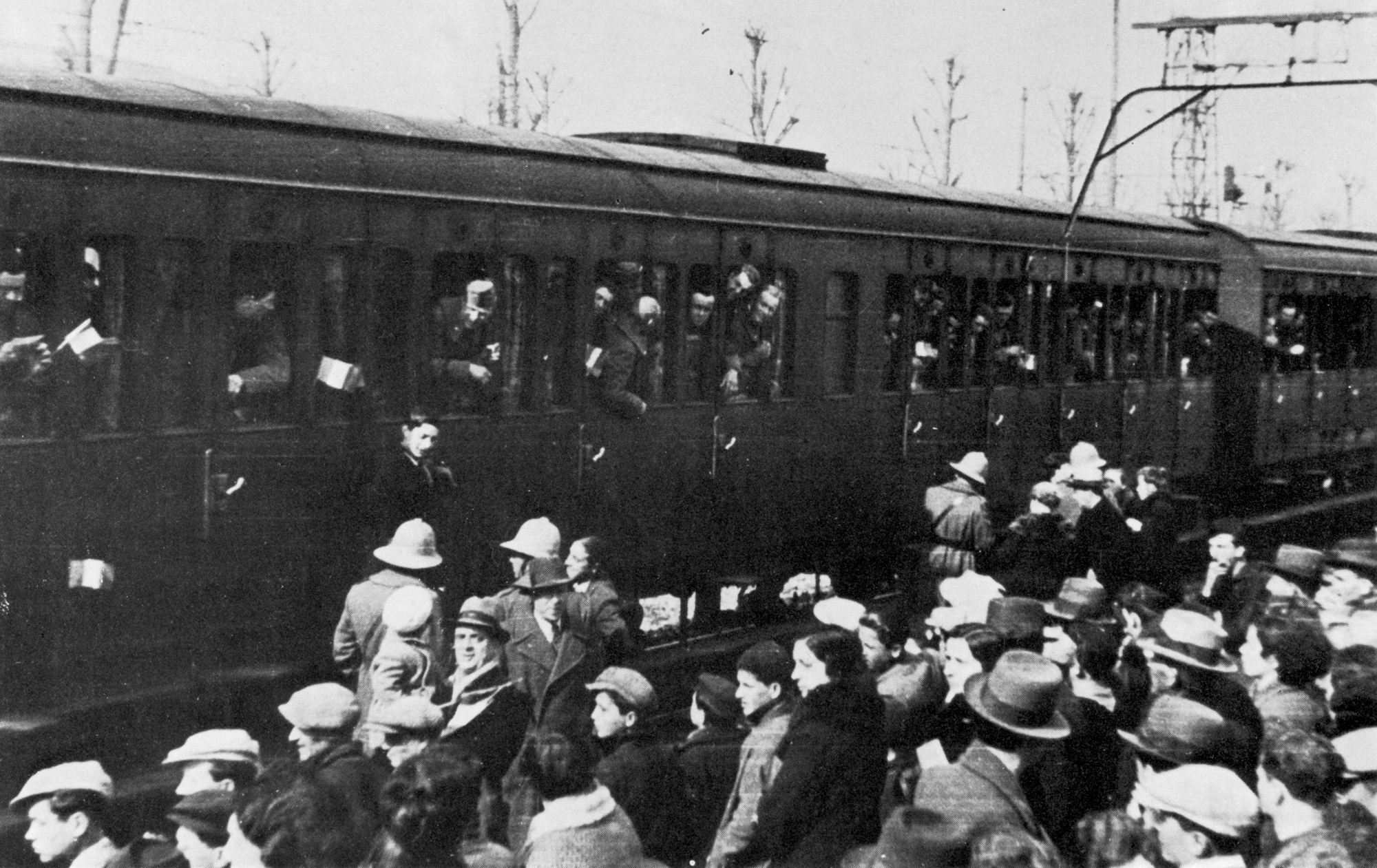
出征する陸軍部隊

ファシスト政権下でまず最初に行われた戦争行為は、かつて苦渋を味わわされたエチオピア帝国に対する植民地戦争の再開であった。同国を取り巻く外交状態は特に変化していなかったし、大義名分という点でも申し分が無かった。しかし最大の理由はファシスト政権により当初は成功していた経済政策が世界恐慌によって破綻しつつあった事で、対外的な行動で民衆の歓心を得ようとする政治的判断でもあった。地理的に隣国のエリトリアを植民地化していた点で兵の展開も容易であった。
両国はワルワル事件を契機に武力衝突へと突入し、1935年10月3日に正規軍の数個師団と植民地軍・国防義勇軍（黒シャツ隊）からなる遠征軍が派遣された。対するエチオピア軍は80万名近い大軍を召集、この内の少なくとも半数はライフル銃と軍服で武装した正規兵で、残りがアスカリと呼ばれる民兵であった。戦いから3日後にイタリア王国軍は因縁の土地であるアドワを攻め落とし、順調に進軍を続けていった。慎重な用兵を好むエミリオ・デ・ボーノが更迭された後、新司令官にはピエトロ・バドリオ元帥が着任した。
エチオピア皇帝ハイレ・セラシエ1世は僅かな望みに賭けて大攻勢を計画したが、エリトリア植民地兵に僅かな損害を与えただけに終わり、アドワの戦いの再現とはならなかった。メイチュウの戦いでエチオピア軍主力がイタリア王国軍に殲滅されると、セラシエは国外に亡命してエチオピア帝国は降伏した。
イタリア王国は周辺の領地を統合して東アフリカ帝国を樹立、イタリア王ヴィットリオ・エマヌエーレ3世が皇帝を兼務する同君連合となった。

#### スペイン内戦

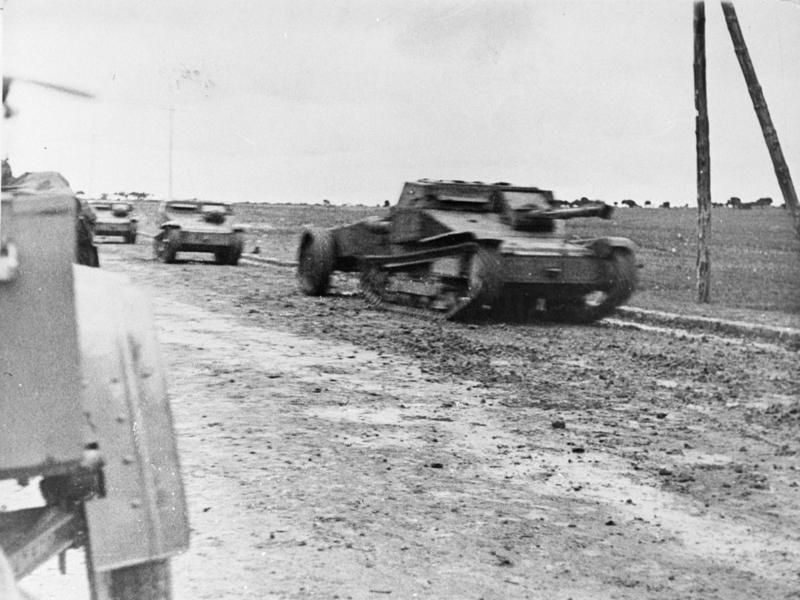
スペインに派遣された義勇軍の豆戦車（タンケッテ）

1936年7月17日、連邦制移行などを望む人民戦線の政権獲得に対し、フランシスコ・フランコ率いる国家主義勢力が武装蜂起を起こした事を切っ掛けにスペイン内戦が発生した。
フランコら反乱軍側は同じ国家主義を基調とするドイツのナチス政権とイタリアのファシスト政権に援助を要請、7月20日に特使が派遣された。両国は革命勢力の拡大を恐れてこれに同意する事に決め、ドイツがコンドル軍団と呼ばれる空軍義勇軍を派遣し、イタリア王国軍は義勇軍の名目で陸軍戦力を派遣する事を決定した（CTV部隊）。派遣されたCTV部隊の要員は殆どが先のエチオピア戦争に送り込まれた兵士で、本国帰還を許されずにそのまま派遣される杜撰な行動であった。更に兵員の多数は正規兵ではない黒シャツ隊部隊の兵士達で、彼らによって中核となる3個旅団が編成された。一方、正規軍は独自に旅団「リットリオ」を編成して戦争行為に望む事となり、4個旅団3万7,000名が戦いに従事した。
CTV部隊は当初は概ね良好な戦いを示していたが、戦局は長期化の様相を見せ始めた。政府軍は想像以上の抵抗を見せ、特に首都マドリードを巡る戦いで3度にわたってフランコ率いる反乱軍の攻撃を頓挫させていた。CTV軍の指揮官マリオ・ロアッタはフランコ軍の要請を受けて、自軍単独でのマドリード制圧を目指した行動を起こした。マドリード防衛の要所であるグアダラハラに進軍した4個旅団は占領目前に迫った所で、イタリア人義勇兵師団「ガリバルディ」からの攻撃を受けた。図らずも異郷の土地で同胞の戦いが起きた格好だが、黒シャツ隊の3個旅団は同旅団の奇襲渡河により大きな打撃を与えられた。幸いにして「リットリオ」旅団の活躍により退却は避けられたが、マドリード攻略は失敗に終わった。
グアダラハラの戦いはエチオピア戦争の勝利で高まっていたムッソリーニの戦争指導に疑問を投げかける事態となり、国際的な侵略主義批判も展開され始めた。外交的に孤立したイタリア王国は英仏との友好から、同じく侵略主義から孤立するナチス政権と手を結ぶ行動を取った。また軍は著しい予算を立て続けの戦争行為で消耗して、経済不況もあり当面の間は戦争行為は困難と見られる状態になっていた。

#### アルバニア戦争

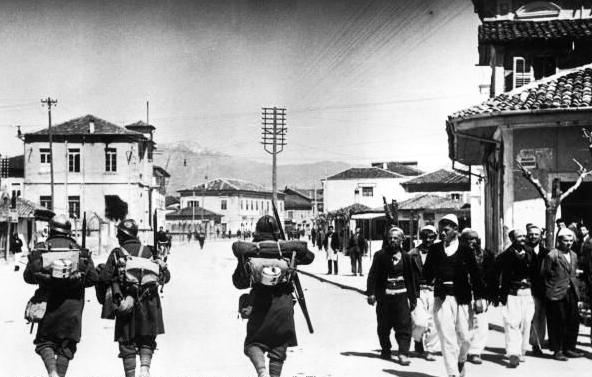
アルバニアを占領する陸軍歩兵

ナチス･ドイツによるチェコスロバキア侵略を切っ掛けにして、ムッソリーニはアルバニアの武力併合を決断した。既にアルバニア王国は殆どイタリア王国の属国であり、最終的な併合を避けていたに過ぎない状態であった。戦いではアルフレッド・グッツォーニ将軍のベルサリエリ3個連隊と1個戦車大隊がアルバニア接収に派遣された。
この時点で既にイタリア王国軍は予算不足から綻びが生じ始めていたが、アルバニア軍を圧倒するには問題のない範疇であった。脆弱なアルバニア軍の抵抗はイタリア王国軍により退けられ、2日後に首都ティラナが陥落してアルバニア政府は降伏した。国王ゾグー1世はロンドンに向かう為にギリシャへ亡命、アルバニア議会はイタリアへの併合を認めると議決した。

### 第二次世界大戦

#### 軍備

第二次世界大戦時の最大勢力図

1939年5月22日、ガレアッツォ・チャーノ伊外務大臣とヨアヒム・リッベントロップ独外務大臣との間で鋼鉄同盟と呼ばれる軍事協定が結ばれた。既に両国軍による共同演習などの交流が図られていたものの、大規模な戦争を準備する国との同盟には消極的であった。対外的にも両国の利害は食い違う部分が大きく、外交的孤立の中で選ばれた選択肢と言わざるを得なかった。同盟は必要に応じて一方に自国戦争への参戦を要求する権限を持ちえていた。
1939年9月1日、ドイツのナチス政権によるポーランド侵攻によって恐れられていた二度目の大戦が勃発した。しかしイタリア王国軍は戦争初期の10ヶ月間、軍備不足から局外中立を維持する道を選んだ。イタリア王国の軍需大臣カルロ・ファグブロッサは1939年時点の軍備状態について、少なくとも1942年10月まで大規模戦争は不可能であると政府に回答した。ファグブロッサ報告は鋼鉄同盟締結の際に纏められたもので、これに基づいて同盟協定は1943年以降まで両国は戦争行為を行わないという条件文を付加した。
イタリア王国は近代に確立した西欧の六大国（フランス・ドイツ・イギリス・イタリア・スペイン・オーストリア＝ハンガリー）の一角を占めており、オーストリア＝ハンガリーの崩壊とスペインの著しい衰退の後は四大国（フランス・ドイツ・イギリス・イタリア）として大きな存在感を持っていた。しかしそれは四大国以外の国々に対する優位であり、フランス・ドイツ・イギリスに対しては国力（特に工業力）で後塵を拝していた。
工業力面の不足については、近代輸送の要である自動車の生産数が例に挙げられる。大戦前後のフランスもしくはイギリス本国の自動車生産数が約250万台であるのに対して、イタリア王国の自動車生産数は約37万台に過ぎず、英仏の15%程度に留まっていた。これはイタリア王国軍が英仏軍に比べ、部隊の機械化に大きく遅れを取らざるをえない事を意味した。イタリア王国は基本的に農業国であって経済規模の大きさに対して工業生産力が低く、工業化の成功という点ではチェコスロバキアやハンガリーの方がより恵まれた状態にあった。
戦争行為の維持に必要不可欠な戦略物資の欠乏も深刻な問題であった。イタリア半島及び大陸部は資源に極めて乏しく、かつイギリスのように有力な植民地を保有していなかった。戦争が本格化した1940年度のイタリア王国領における資源算出は石炭440万トン/鉄鉱石120万トン/石油1万トンで、年間鉄鋼生産は210万トンであった。対する主要参戦国の内、イギリスは石炭2億2,400万3,000トン/鉄鉱石1,700万7,000トン/石油1,100万9,000トンで年間鉄鋼生産は1,300万トン、ドイツは石炭3億6,400万8,000トン/鉄鉱石2,900万5,000トン/石油800万トンで年間鉄鋼生産は2,100万5,000トンにも上った。
イタリアにおける工業生産は資源加工で成り立っており、大部分の原料はイギリス・アメリカからの輸入が不可欠といえた。両国との開戦は戦争帰結まで耐え抜けるだけの資源備蓄を必要としたが、ムッソリーニは後の開戦時にこうした点を殆ど考慮しなかった。ムッソリーニの粗雑な戦争計画は、輸出入の最中にある商船隊を引き上げさせる前に開戦を宣言した点からもうかがえる。彼の無計画な宣戦により、敵国に停泊していた25%の商船はなすすべなく破壊されるか拿捕される運命を辿り、無用に海上輸送力を喪失した。
三つ目の障害は経済面での衰退であり、大戦直前に行われたスペイン内戦における3年間に亘る反乱軍支援への支援により決定的となった。乏しい自国の武器弾薬を惜しげもなく無償提供するだけでなく、植民地戦争直後で疲弊する自軍部隊を送り込んだ事は王国軍の危機的な軍需状態を破滅へと追い込んだ。介入には国家予算の2割に相当する6億から8億5,000万リラもの資金が投じられている。そもそもイタリア経済はファシスト政権期のごく初期を除いて悪化を続けており、国債発行額は政権当初の1921年には930億リラであったのが1923年には4,050億リラに急増している。

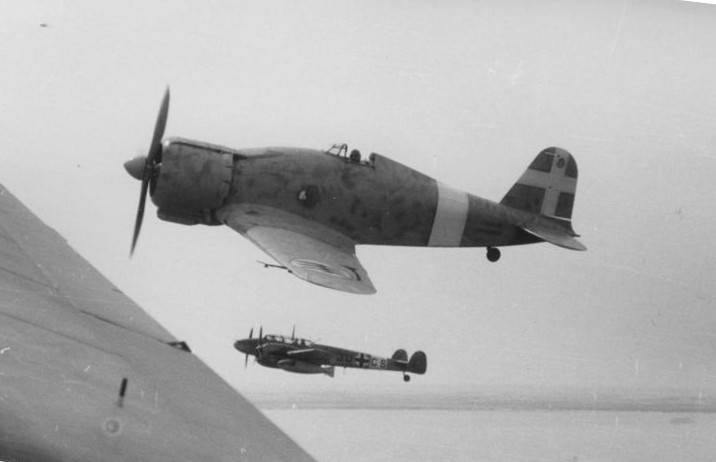
G50戦闘機

上記の理由から開戦前のイタリア王国軍、特にイタリア王立陸軍は物資や弾薬を使い果たし、脆弱で旧式化した装備を更新できない状態に置かれていた。陸軍の戦車は電撃戦が展開される中で、未だ第一次世界大戦直後に生産された豆戦車が主力装備として使用されており、野戦砲は鈍重で使いづらい旧式の大型野戦砲しかなく、無線配備も僅かにしか行われていなかった。イタリア王立空軍の主力戦闘機は設計思想が時代に取り残されつつあった複葉機（CR-42）が採用され、1,760機の航空機で第一線使用が可能なのは900機に留まった。一大戦力を持つイタリア王立海軍も仏英海軍に比べると小規模で、また大艦巨砲主義に基づいて航空母艦を一隻も保有していなかった。
イタリア王国軍の指導者層は軍の近代化を強く求め、実際に先進的な軍事理論を構築しながら少しずつ近代化を進めていた。政府も軍の要請に応えて1939年度予算の4割を軍事費として投入するなど、開戦前後から急速に大きな予算を投じ始めた。海軍ではイギリス海軍に遅れを取りつつも空軍力と海軍艦艇の連帯が必要であるとの認識が固まり、空母建造に向けた計画が開始された。旧式化した空軍装備の更新も始まり、Fiat G.55などを初めとする新型機体が次々と開発され、敵軍の一線級の航空機と互角に戦える状態が整えられていった。特にFiat G.55チェンタウロはドイツ空軍からも強い関心を寄せられ、ヘルマン・ゲーリング空軍大臣に対する技官オベルスト・ペーターセンの報告書では「現時点で枢軸諸国における最良の航空機」と書かれているが、こうした優れた新型機は十分な時間と工業力を用意できず、遂に主力にはなれなかった。また空軍は最後まで海軍と共同作戦を行う訓練を行えず、海軍の空母建造計画も予算不足から頓挫した。
陸軍では大戦中に各国で頻発した対戦車戦闘に対抗してP40重戦車が開発、豆戦車やその拡大型として設計された軽戦車・中戦車はP40の設計案が出された1940年時点ではシャーマン戦車や4号戦車には対抗できなかったが、P40戦車の開発で対抗策が獲得できると見込まれていた。しかし陸軍の軍備計画は空軍・海軍より遅く、P40戦車も1942年に漸く完成を見る事となった。陸軍は大戦終了までに3,500両しか戦車を配備できなかったが、これは一ヶ月間の対仏戦でドイツ軍が投入した戦車数よりも少ない数でしかなかった。更に配備戦車にP40戦車はごく少量しか含まれず中戦車ですら過半数ではなく、軽戦車と豆戦車が最後まで前線で使用され続けた。

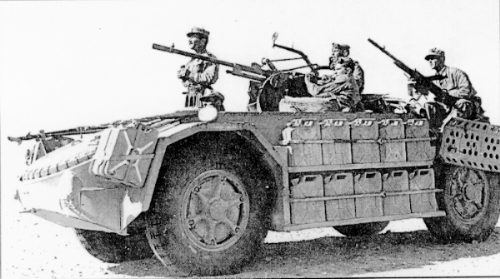
ブレダM35対空機関砲を搭載したAS42装甲車

他の装備については対空砲を活用した最初期の軍隊の一つであり、75/46対空砲 (75/32対空砲) 、90/53対空砲、47/32対空砲、ブレダM35対空砲など優れた対空砲が開発・生産された。装甲車の開発も順調に進み、AB41装甲車、及びその改良型であるAS42装甲車「Camionetta Sahariana」は北アフリカの砂漠地帯における戦闘で顕著な成果を挙げている。だがこうした一分野における優れた技術は陸軍兵器全般における後進性、そして工業力の不足という根本的問題を補えるものではなかった。
兵員数についても、名目上（書類上）のイタリア王国軍兵士の総数は世界有数の規模に達し、膨大な常備兵を確保していると記録されていた。しかし大戦後に資料調査などを行ったジョン・ビアマン（John Bierman）とコリン・スミス（Colin Smith）による報告では、実際の常備軍は20万名程度であったと考えられている。中核である歩兵は機械化に頓挫して徒歩部隊が殆どで、それ以外の兵科も他国より劣った装備を有している場合が多かった。従って第二次世界大戦で召集されたイタリア陸軍兵の大多数は職業軍人ではなく臨時召集兵で、しかも時間不足や資金難から未訓練で戦場に派遣される召集兵は少なくなかった。彼らは実戦で戦いに慣れるしかなく、どうにか生き残った古参兵達が揃うのは戦争後半の事となった。
国力・装備・兵員の確保と訓練といった各部隊規模の問題点だけでなく、軍上層部の参謀本部にも大きな問題が存在していた。Comando Supremo（コマンド・スプレモ、王国軍参謀本部）は極めて小規模で、ファシスト政権下では政府側の意向や要請を各司令部に伝達するだけの役割に甘んじていた。参謀本部の機能不全は三軍の結束を阻害し、陸海空軍が意見交換がまだ不十分な状態で独自に行動するという結果を招いた。加えて大戦前から既に後の内戦を予期させる軍内での王党派部隊・ファシスト派部隊の対立が見られたと考える論者もいる。
上述した深刻な軍備状態はファグブロッサ報告などを通じてムッソリーニの国家指導にも影響を与え、大戦勃発後の中立主義を選択させた。しかし元より行き詰った経済政策の活路を模索していた後期ファシスト政権の苦境に変わりは無く、ムッソリーニの大戦に関するスタンスは頻繁に揺れ動いた。英軍のアーチバルド・ウェーベル大将は最終的にムッソリーニが「自身の自尊心から」参戦するだろうと予測、後にこの予想は正答となった。ウェーベルは「ムッソリーニは云わば飛び込み台の最上段に立っている。友人のように優雅に飛び込む事ができなくとも、彼は水に飛び入るしかない。それができないなら、彼は惨めに登ってきた階段を下りなおさなければならない」と発言している。外交的な状況打開に関する可能性は、1939年9月に英国首相ウィンストン・チャーチルとムッソリーニの間で極秘会談が行われたとする説がある。
結局、ムッソリーニは対仏戦における独軍の圧勝を最終的な判断材料に鉄鋼同盟の履行を決断した。これは明らかに日和見主義であり、大きな展望や戦争計画は全く用意されておらず、軍にとっては寝耳に水とも言うべき行動であった。ムッソリーニは「大戦がこのまま英国上陸で終結する」という楽観主義に基づいて、先の軍備状態を加味しつつ行動を起こした。実際、約一ヶ月間でフランスを降伏に追い込む歴史的圧勝にそうした予測を抱かされる論者は少なくなかった。しかし予想に大きく反して英軍は本土防衛に成功、更にはドイツ軍のソ連侵攻という予想だにしない戦局拡大が始まっていく。

フランス傀儡政権（ヴィシー政権）領域（青色）
イタリア進駐領域（黄色）
ドイツ進駐領域（赤色）

#### フランス戦線
1940年6月10日、イタリア王国は英仏政府に対して宣戦布告し第二次世界大戦に参戦した。
軍は疲弊した各部隊をかき集めて30万名の兵員を招集して、王太子ウンベルト2世を名目上の総司令官に据えた西方軍集団が編成された。対するフランス軍は兵員17万名からなるアルプス軍集団を国境の山岳地帯と「南のマジノ線」と呼ばれるアルパイン線（en）に展開させた。しかし西方軍集団は1940年6月20日まで攻撃行動を行わず、開戦前と同じく国境防衛に徹していた。これは準備の不十分さや地形状の不利が基本理由であったが、そもそもムッソリーニ自身が明確な戦争計画を何も設定していなかった為である。ムッソリーニは戦略的な軍事行動ではなく、英仏降伏により中欧の超大国となる新生ドイツを中心とした戦後秩序を睨んで、単にドイツ支持を明確にしたいとの考えを持って参戦したに過ぎなかった。
戦後秩序の構築で大きく刷新されるであろう領土線において、イタリア王国は統一戦争で軍事支援の代償にカミッロ・カヴール政権が割譲したニース・サヴォア、それに旧ジェノヴァ領で文化的近縁性が高いコルシカ島の領有が外交的目標とされていた。パリ陥落により戦争の趨勢が決すると、漸く西方軍集団は緩慢な進軍を開始した。軍は沿岸部を進む部隊と山岳地帯を迂回する部隊に分けられ、ニース・サヴォアの接収が最終目標と定められた。
山岳地域を進む部隊は冬季装備を予算不足から十分に用意しておらず、戦う前にアルプスの極寒で凍傷による戦死者・戦傷者が多発した。沿岸部を進む部隊はある程度、順調に計画を進めてマントン市を陥落させた。だが沿岸部方面もアルパイン線に到達すると手詰まりとなった。ドイツ軍の様な対応策を持たないイタリア陸軍部隊は正面からの砲撃や突撃を敢行し、要塞戦闘での正攻法による攻撃で損害を蒙った。フランス軍の全面降伏までの12日間で、伊軍は631名の戦死者を出した。6月25日、イタリア政府とフランス政府の間でも休戦協定が結ばれ、マントン割譲と伊仏国境にイタリア進駐領域（北仏一帯に形成されたドイツ進駐領域と同様）が定められた。

#### アフリカ戦線

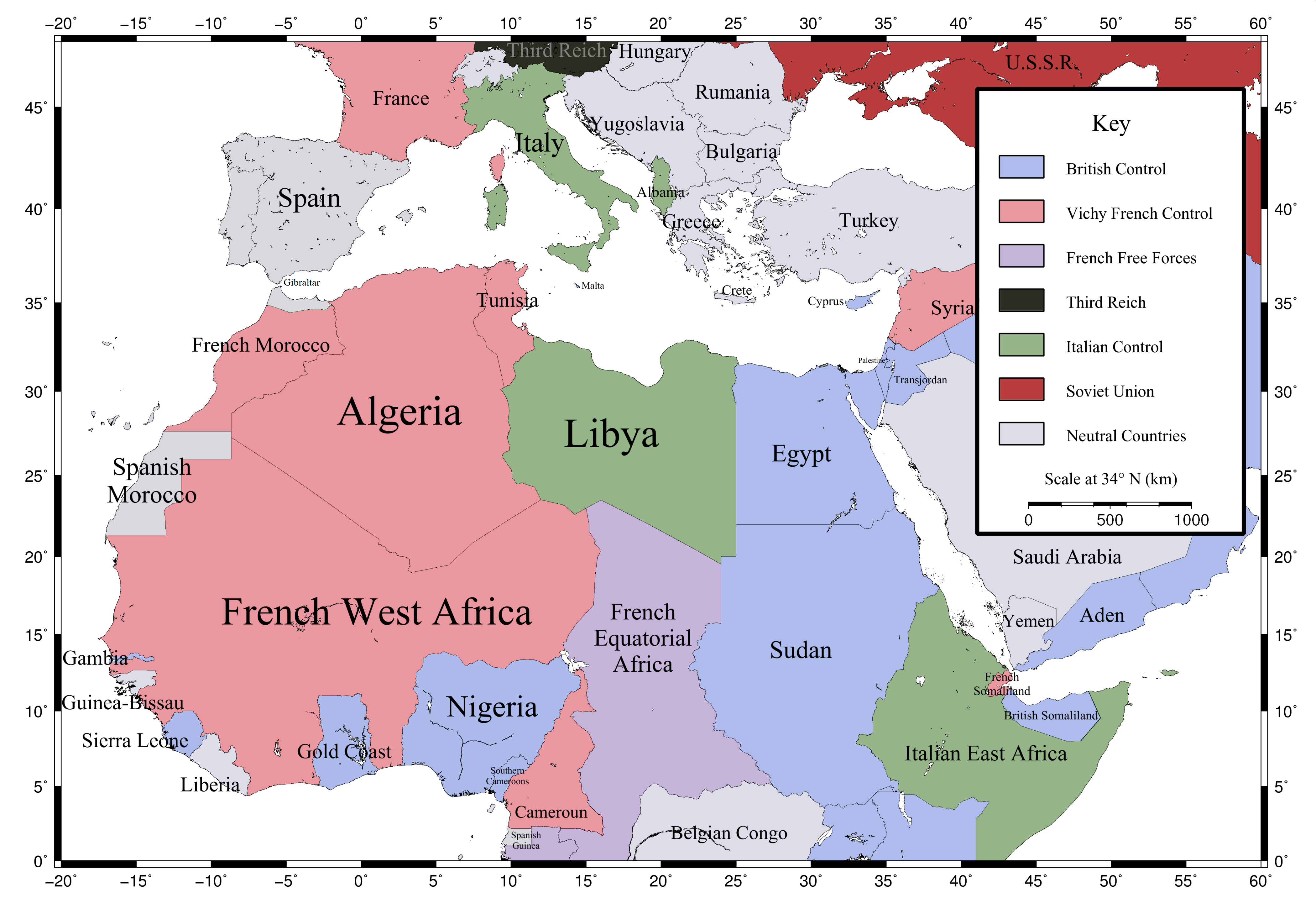
開戦時のアフリカ情勢

第二次世界大戦初期において独ソ戦はヒトラーを除く各国元首の想定になく、アメリカは未だ参戦を決めかねていた。従ってフランス早期降伏後の連合国はイギリス本土と植民地を残すのみで、その状態でイタリア王国が枢軸国に参戦した事は率直に危機感が抱かれた。フランス海軍が降伏した一方で枢軸海軍は大幅に増え、地中海の制海権は危うい状態に置かれた。加えて陸軍戦力もリビア植民地軍が、植民地兵も含めて約23万6,000万名の兵員を召集していた。対する英軍は中東軍全体で約10万名、北アフリカ駐屯部隊は3万6,000名であった。ただし伊軍は全軍を対英国境に集めた訳ではなく、一部戦力はフランスに枢軸傀儡政権が成立した後も展開を続けさせており、後に遠征に加わった部隊も4個師団に過ぎない。また英軍は戦力数は少なくとも、十分な機械化部隊と重装甲の戦車部隊を配備した精鋭部隊で編成されていたが、逆に伊軍は殆どが徒歩部隊と脆弱な軽戦車で占められていた。

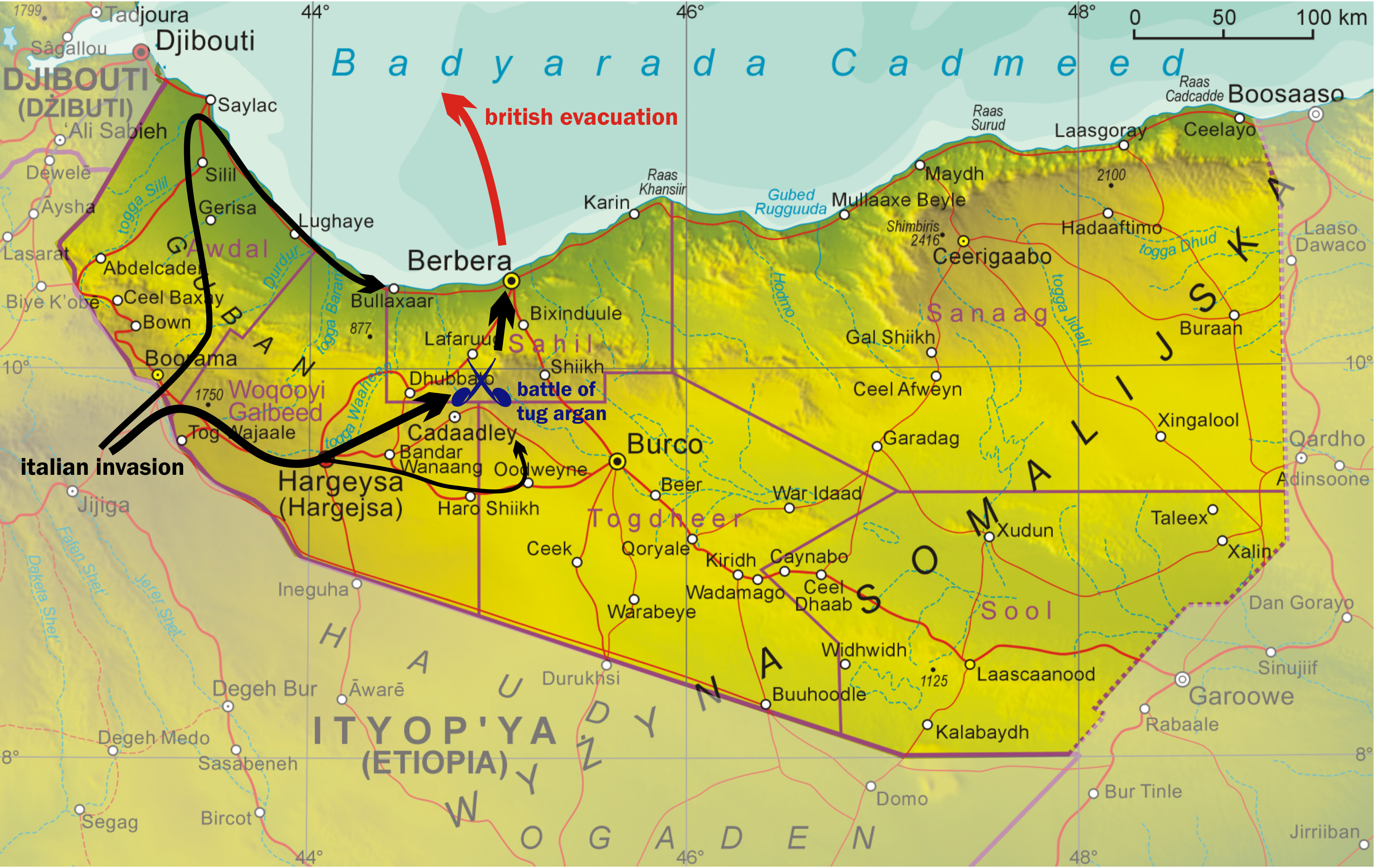
ソマリランドの戦い

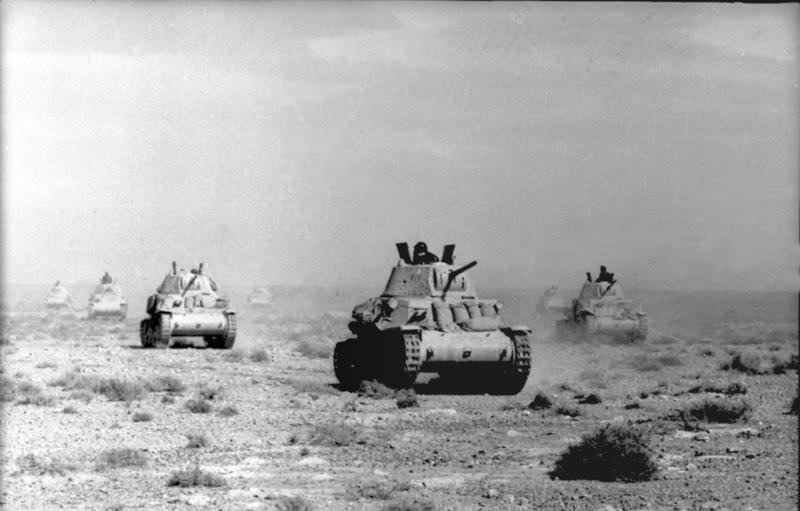
M13-40戦車（1941年）

ムッソリーニの強い要請でイタロ・バルボ元帥に英領エジプトへの進出が求められたが、バルボは兵員が多くとも装備と補給が劣悪では英軍に対して不利であるとして大幅な装備改善を求めた。要請はピエトロ・バドリオ参謀総長らによって黙殺され、開戦から暫くにバルボ元帥は不審な事故死を遂げた。新任にはロドルフォ・グラツィアーニ元帥が着任したが、ムッソリーニの期待に反して彼も遠征は無謀であると拒絶した。ムッソリーニは再三に亘って遠征命令を出し、1940年9月13日にグラッツィアーニ元帥は遠征を軍に命令した（エジプト遠征 (Italian Invasion of Egypt) ）。戦いは英軍の戦略的撤退により西エジプト制圧に成功したが、装備に勝る英軍の反撃を憂慮したグラッツィアーニ元帥はシディ・バラーニに防御陣地の構築を命じた。しかし防御構築は制海権を英軍側が保持していた関係から思うように進まず、本国でもムッソリーニが無計画にもギリシャ遠征を軍に命じて戦力集中を阻害していた。
翌年に増援を受け取った英軍が反攻作戦「コンパス」を発動すると戦局は一変する。イタリア側の防衛線は地形状の理由から5つの陣地が離れすぎており、それを補う機動防御用の機械化戦力にも乏しかった。物資不足から地雷も僅かにしか配置できず、予想された戦車部隊を押し立てての突撃に対抗できる対戦車塹壕は岩石だらけの地形に構築を阻まれた。頼みの綱である戦車部隊も豆戦車や軽戦車では、英軍の重量戦車には敵わず粉砕された。それでも英軍戦車の一部は砲兵部隊の奮戦で撃退されたものの、防衛線の隙間を突破されると後に続いた機械化部隊によって5つの陣地は包囲され、各個撃破された。遠征に加わっていた4個師団は殆どの要員を失い、後方戦力の撤収すら徒歩移動では機械化部隊の進軍に阻まれるだけだった。結局、一連の戦闘で12万名程度の兵員を失い、更に巻き添えを食らう形で空軍も飛行場に展開していた航空機を撤収時に破壊せねばならなくなった。
平行して東アフリカ戦線ではエチオピア・エリトリアからなる東アフリカ帝国軍25万6,000名と、やはり大規模な戦力が召集されていた。ただし同国軍に占める伊軍部隊は7万4,000名と全体の3分の1程度であり、残りの18万2000名は現地の部族兵（アスカリ）で補われていた。また北アフリカ以上に本国から離れた東アフリカには大戦中に一度も補給物資が届く事はなく、武器弾薬の不足が特に激しかった。それでも東アフリカ軍参謀長グリエルモ・ナシは英領ソマリランドへの攻撃を立案、英軍守備隊は海路を使って脱出した（ソマリランドの戦い）。合わせてスーダン・ケニアの国境地帯も制圧下に置かれたが、以降は限られた作戦行動しか行えない状態となった。英軍はインド第4師団を中核にした部隊による反攻作戦を展開、東アフリカ帝国軍はケレンの戦いで激しい抵抗を見せたが、補給不足の正規軍と脆弱なアスカリは英軍の前に退けられた。
1941年11月27日、東アフリカ軍総司令官アメデーオ・ディ・サヴォイア公爵とグリエルモ・ナシら幕僚陣はエチオピア陥落をもって、連合軍による東アフリカ帝国の降伏文書に署名した。
北アフリカ戦線ではドイツ軍からの援軍派遣の打診をムッソリーニが受託し、エルヴィン・ロンメル将軍率いる北アフリカ軍団が実質的な軍事顧問団として派遣された。ドイツ軍の機械化部隊は英軍との戦いで大きな役割を果たしたが、数的には然程多くはなかった事から、依然として北アフリカ戦線の枢軸軍部隊はリビア植民地軍が主体となっていた。ロンメルは徒歩移動の伊軍部隊を占領任務や迂回攻撃時の正面戦力として活用しながら、自軍の機械化部隊を最大限に駆使して戦線をエジプト前面に押し返した。1942年7月に始まったエル・アラメインの戦いでは再建された伊軍部隊が有効な戦いを見せ、第二次戦闘ではフォルゴーレ空挺師団が獅子奮迅の活躍で英軍の攻勢を効果的に撃退した。しかし戦いの結末は連合軍の勝利に終わり、独伊軍は再び防戦に回って大戦後期にはチュニジアにまで退却した。大戦後半に参戦したアメリカ軍が仏領アルジェリアにトーチ作戦を発動すると敗色は決定的となり、ドイツ・イタリア戦車軍の総司令官ジョヴァンニ・メッセ元帥によって独伊軍の武装解除が決断された。

#### バルカン戦線

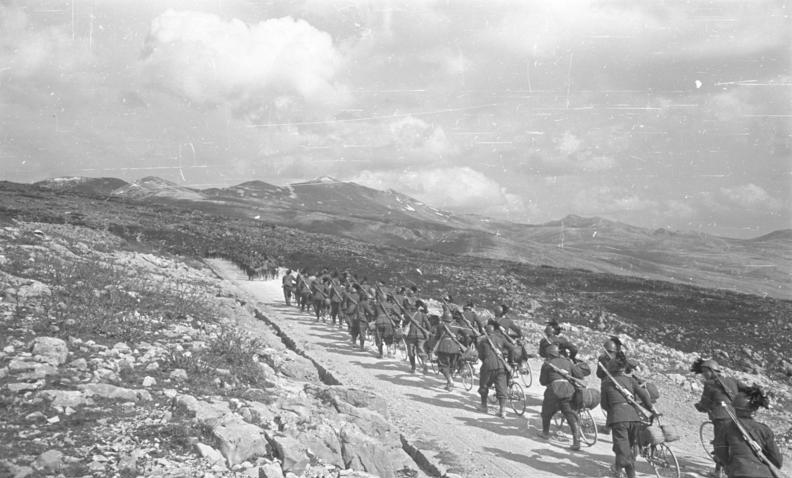
ユーゴスラビア戦線

北アフリカ・東アフリカ戦線での物資・装備不足の中で、ファシスト政権は更なる戦線拡大という無謀な行動を起こした。これはバルカン半島の油田地帯を狙ったドイツがルーマニアなどを属国化する中、アドリア海沿岸部の編入というイタリア王国の地政学的な野心の実現に意欲（アルバニア併合など）を見せていたムッソリーニが危機感を抱いた為だと見られている。ユーゴスラビアは既に親枢軸側にあった事から、アドリア海の入り口を押さえる親英国のギリシャ王国への宣戦が布告された。
アフリカでの軍事行動が当初からドイツの賛同を得ていたのに比べ、バルカン戦線は外交による支配を予定していたドイツから強く反対されている。軍部からの猛反対もあり、ムッソリーニも直前まで宣戦布告の日時を決めかねていたが、ローマ進軍の記念日（10月28日）に攻撃が開始された。装備や物資の欠乏はアフリカ戦線と何ら変わりなく、常備兵の補いに臨時動員兵を本格的に使用し始めたのもこの戦いからである。遠征軍は王国軍に属国であるアルバニア王国の軍勢も加えられて始められた。
アルバニアから出撃した遠征軍は20km近く進出したが、冬季であった事に加えて山岳地帯に用意されたエピロス要塞線に阻まれ、戦いは程なく停滞した。冬の山岳戦は徒に自軍戦力を削り、同盟軍として駆り出されたアルバニア軍の士気低下による逃亡も追い討ちをかけた。外交工作も不調に終わり、ブルガリア軍がギリシャ攻撃に加わらなかった事でエピロス山脈への戦力集中を許してしまい、11月中旬には兵員数で上回られている（ギリシャ王国軍：25万名、イタリア王国軍15万名）。ギリシャ軍は反撃に転じ、王国軍とアルバニア軍はアルバニア南部に後退を強いられる事となった。ムッソリーニは懲罰人事を乱発した上で兵士の増員などを試みたが、アルバニア南部に防衛線を形成するのが精々という状態であった。英軍の支援を受けたギリシャ軍もそれ以上は進めなかったが、アフリカへの増援を効率よく阻止したという点で連合軍に貢献していた。
続いてユーゴスラビアで枢軸政権が倒されて連合国政権が樹立される事態が起きるが、これを切っ掛けに静観していたドイツ軍の南下が始まった。王国軍もヴェネツィアからユーゴスラビアに別働軍を送り、ユーゴスラビア軍の兵士数万名を捕虜にしてダルマチアを占領した。ユーゴスラビア分割後、そのままドイツはアルバニアの隣国ブルガリアからギリシャ戦線に参戦し、側面を突いて連合軍を総崩れに追い込んだ。ギリシャに関しても沿岸部はイタリア王国に割譲されたが、ユーゴスラビアに比べて然したる功績も無い中での大規模割譲は明らかにドイツの温情によるものであった。以降、イタリア王国は枢軸国内で対等であった盟主ドイツに対し、他の枢軸国と同じ事実上の衛星国として従えられる状態となった。

#### 東部戦線

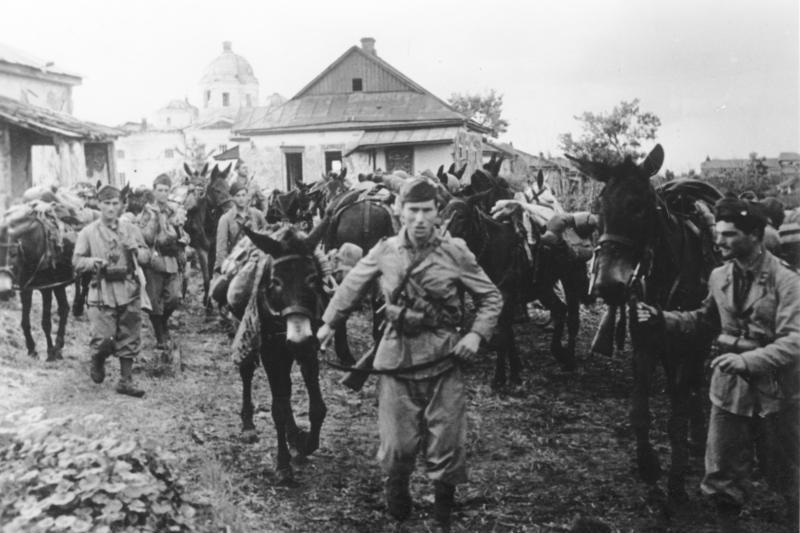
ロシア戦域軍

対英本土上陸が失敗に終わった後、ヒトラーは中立条約を結んでいた東の大国・ソビエト連邦への侵攻という二正面作戦を開始した（独ソ戦）。連合国・枢軸国問わず、この遠征計画は全く予想されず驚きをもって受け止められた。西部戦線と東部戦線を同時に自ら抱えたドイツに対して枢軸国の足並みは揃わず、援軍を送るか送らないかで分かれる事になった。
ムッソリーニは青年時代にスイス亡命中のレーニンから政治理論を学ぶなど、ソビエト連邦やソ連型社会主義（広義の国家社会主義）に好意的な部分があり、バルバロッサ作戦発動をドイツから連絡されたのはソ連政府の使者と通商条約について協議している最中の事であった。ムッソリーニはフランスでのドイツ圧勝に枢軸側の世界秩序確立を予想して中立を捨てた背景があったが、既に対英本土上陸の失敗から少なくとも短期決戦は有り得ない情勢になっていた。加えて対ソ戦が始まった以上、前提状況は参戦時と完全に違うものになっていたが、ムッソリーニはイタリア・ロシア戦域軍の派遣を決定した。
派遣軍は対戦車装備の不足を温存していた騎兵師団と快速師団（半機械化師団）の機動戦術で補い、幾つかのソ連軍師団を殲滅してスターリノ市を占領した。モスクワ占領失敗後、長期戦を睨んだブラウ作戦が発動されるとドイツ軍から王国軍へ増援要請が行われた。王国軍は山岳戦を予想して3個アルピーニ師団を含む増援を送り込んで伊第8軍を編成したが、実際には期待した山岳地帯ではなく平原地帯の占領が割り当てられた。ドン川に順調に進出した第8軍はハンガリー軍とルーマニア軍の中央部に陣地を形成した。
スターリングラード攻防戦が始まると、ソ連軍はドイツ軍の突出部の包囲を目的にした同盟軍陣地への攻勢を発動したが、イタリア王国軍とハンガリー軍は損害を受けつつも攻撃を耐え凌いだ。しかしルーマニア軍は数日で壊滅して戦線に穴が空けられ、ドイツ軍主力はスターリングラードで包囲された状態になった。ソ連軍が枢軸軍の救援作戦を阻止すべく第二次攻勢を発動すると遂に第8軍も後退を強いられたが、アルピーニ師団は翌年まで陣地を死守し続けた。スターリングラードのドイツ軍が降伏して全軍が後退を強いられると、ウクライナの遠征軍司令部に戻った第8軍は増援を求めた。
東部戦線の破綻を前に連合軍の優勢が確定的になり、国内の反政府運動が激化しつつあったファシスト政権は遠征軍の維持は不可能として、第8軍の解散と帰国を命令した。

#### 本土決戦

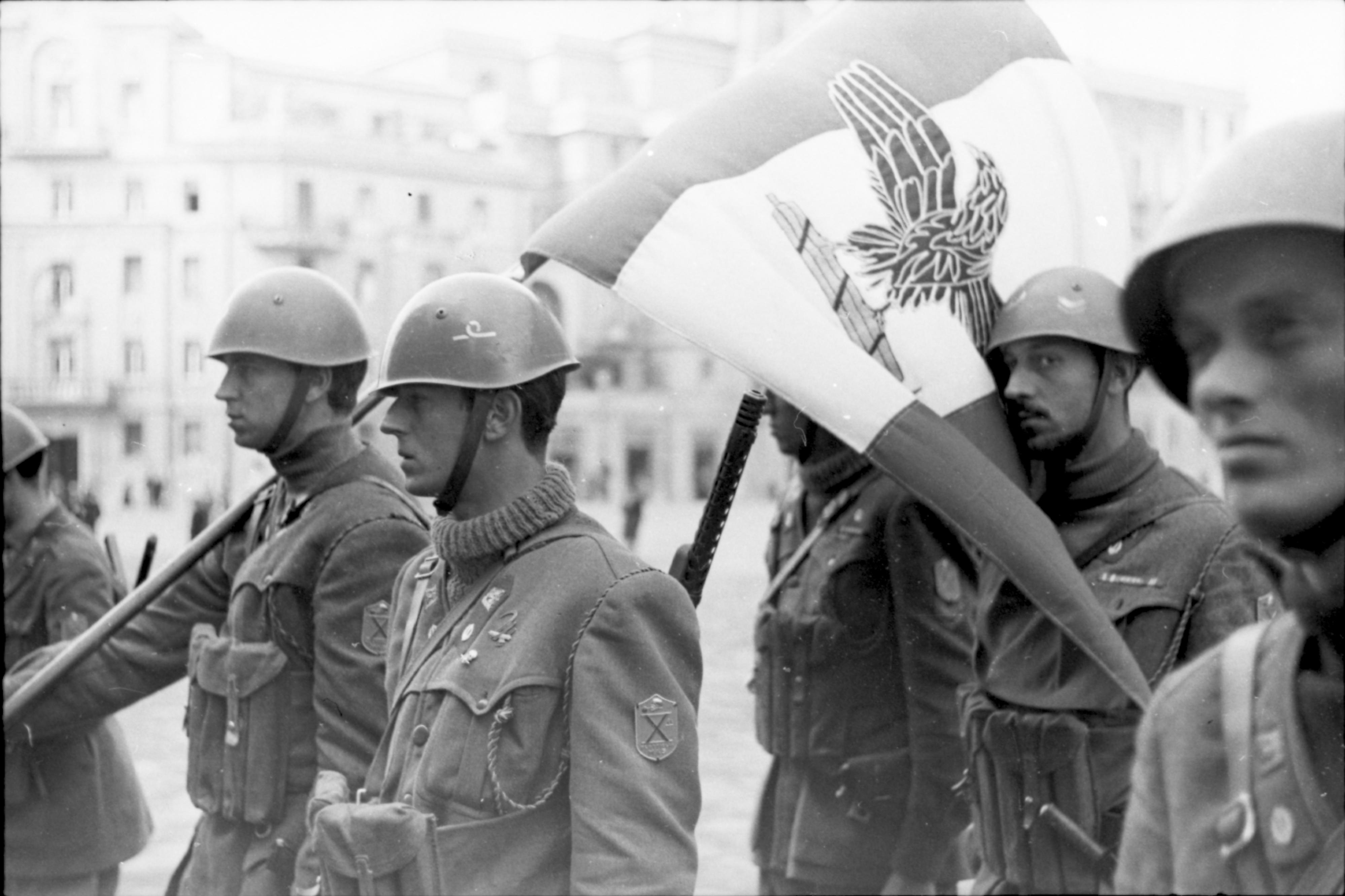
RSI軍

1943年後半に入ると北アフリカ戦線と東アフリカ戦線は連合軍の勝利に終わり、東部戦線は東欧に押しやられる可能性すら考えられていた。そして西部戦線に加わったアメリカ軍がトーチ作戦でヴィシー・フランスを屈服させて完全に北アフリカを制圧すると、連合軍が北アフリカからシチリアへの上陸作戦（ハスキー作戦）を発動した。イタリア軍の指揮権を委任されたドイツ軍のアルベルト・ケッセルリンク元帥はイタリア本土への枢軸軍撤収を巧みに行い、半島部の山岳地帯を利用した防衛線を構築していた。
1943年7月25日、バドリオ元帥らを中心とする王党派と、ファシスト党内の穏健派グループはクーデターを決行、ムッソリーニを解任した上に軟禁して連合国との交渉に入った。ドイツ軍の北イタリア進駐とムッソリーニ救出（グラン・サッソ襲撃）イタリア王国は北部の支配権を失ったが、南イタリアを拠点に連合軍との単独講和に応じた。対するムッソリーニはヒトラーの指示によりイタリア社会共和国（RSI）を組織、事実上の内戦状態に突入した。
ドイツ軍式の装備を受領したRSI軍や政府支持派の義勇軍は良好な戦果を上げ、デチマ・マス師団などがドイツ軍の防衛線を支える役割を見せた。また同時期に武装親衛隊内にイタリア人義勇部隊が組織され、第29SS武装擲弾兵師団『第一イタリア』として戦力化された。王国亡命政府も英軍式の装備を得て数個戦闘団からなる自由イタリア軍を編成したが、主に後方の治安維持に留められた事から大きな軍事行動はなかった。主に連合国側の部隊はパルチザンによって担われ、民主主義・共産主義・社会主義・無政府主義など各政治思想からそれぞれの旅団が編成された。
フランス北部にアメリカ軍が上陸して西部戦線が再び形成され、パリが解放され、東部戦線でも東欧へのソ連軍の攻勢が始まるなど枢軸国は破局へと向かっていた。1945年4月25日、イタリア方面の枢軸軍が連合国に降伏、イタリア社会共和国は実質的に崩壊状態に陥った。4月27日に亡命中のムッソリーニがパルチザンに射殺された後もRSI軍は抵抗を続けたが、ヒトラー自決の前日となる4月29日に連合国の降伏文書に調印した。

## 現代

### パリ講和条約と再軍備
第二次世界大戦への参戦はパリ講和条約の締結によって正式に終了し、講和条約で王国軍は大幅な軍備制限を受けた。ファシスト勢力の追放が終わると自由選挙による内閣が再び組織されたが、ファシストに手を貸していたサヴォイア王家への処遇を巡って国論が二分される事態となった。王政の是非を問う国民投票は僅差で王政廃止と共和制移行を決議、サヴォイア王家はポルトガルなどへ亡命した。これに伴い共和国憲法が制定され、憲法第11条で侵略行為への反対と平和主義が定められた。
一方で共和国維持の為の軍備については維持が認められ、王国軍はイタリア共和国軍（Forze Armate dello Stato、フォルツ・アルマート・デッラ・イタリアーナ）へと再編されて存続した。また軍備の要として徴兵制の維持も認められ、憲法52条で「兵役は共和国の国民が持つ義務である」と定められている。軍指揮権はそれまでの国王から、元首権限を引き継いだ共和国大統領とその諮問機関である最高国防議会に移管され、憲法87条で同指揮権が明文化された。

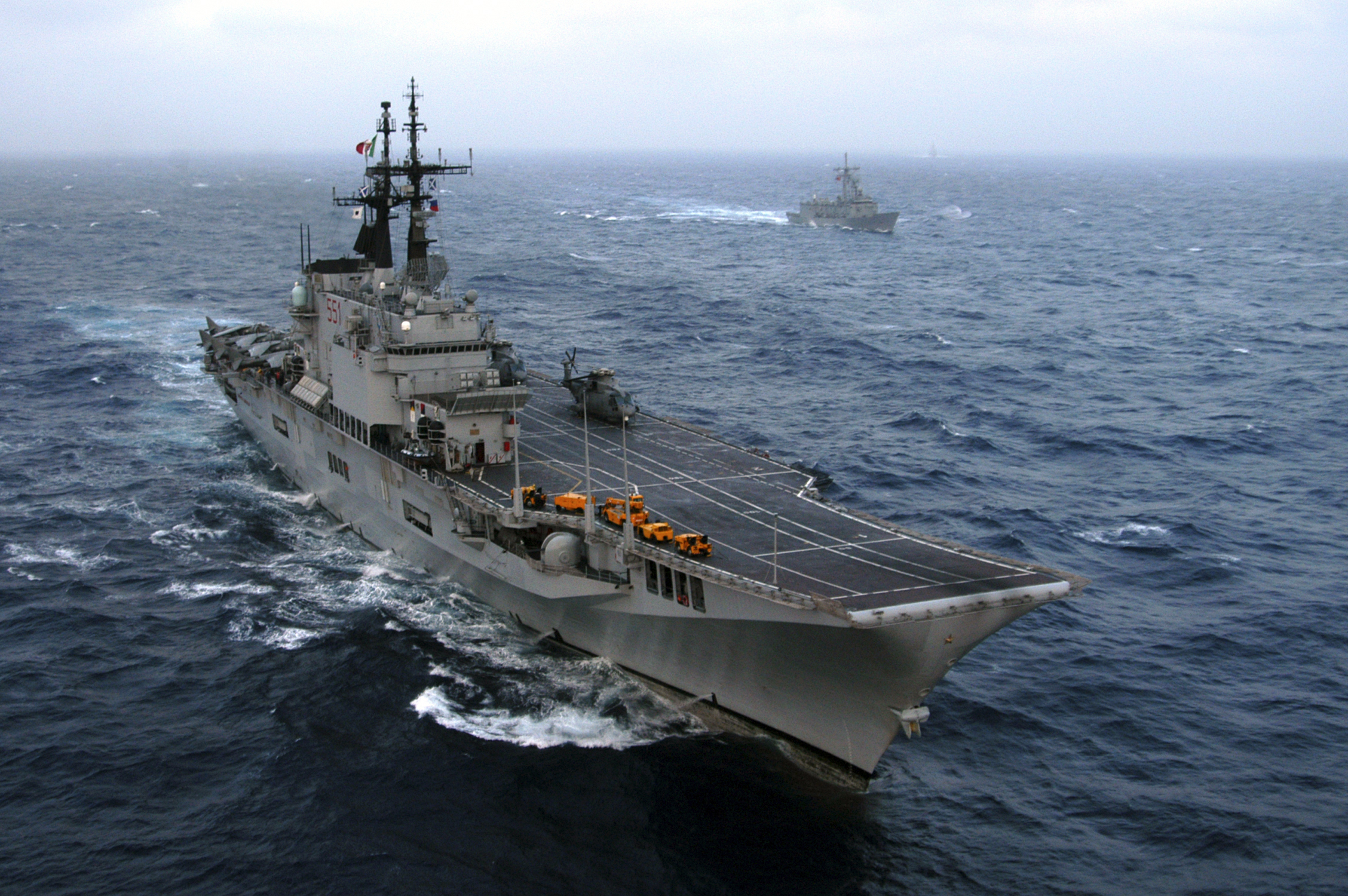
軽空母「ジュゼッペ・ガリバルディ」

新政府がマーシャル・プランを受けて国内再建を進めるのと平行して、北大西洋条約機構（NATO）加盟による再軍備も開始された。冷戦構造下でアメリカや他の西側諸国も積極的に支援し、空軍や陸軍ではM46パットン・P-51/P-47戦闘機などアメリカ軍の装備が提供され、海軍は接収を免れた残存艦艇を集めて共和国海軍を編成した。1950年代後半から60年代には国産兵器の開発も本格化、陸軍は主力戦車を除く兵器を順次国産化し、空軍はアメリカ軍機のライセンス生産や改修を行いながらフィアットG.91などの国産兵器開発にも着手した。海軍はアンドレア・ドーリア級ヘリコプター巡洋艦を建造するなど早くから国産兵器の再開に取り組み、ソビエト連邦の黒海艦隊を牽制する役割を担った。
こうした努力と戦後イタリアの急速な工業化によって1980年代には西欧を代表する国防戦力へと再建を果たし、NATOの主力軍の一つとしてソ連軍とワルシャワ条約機構に対峙する存在となった。1985年には軽空母「ジュゼッペ・ガリバルディ」が竣工、王国海軍時代からの悲願であった航空母艦保有も達成された。主力戦車は依然として他国からの購入で間に合わせていたが、途中で米軍装備からNATO軍で広く採用されていた西ドイツのレオパルト1に変更された。また同時に対戦車装甲車チェンタウロを開発・配備することで、対戦車戦力の一部国産化を進めた（国産戦車の開発は1995年のC-1アリエテ）。

### レバノン出兵
軍備再建を達成しつつも共和国軍は政府と憲法における侵略否定の観点から、海外紛争に関する対外派兵は長期間にわたって忌避され続けた状態にあった。
1982年、レバノンの難民キャンプがPLO（パレスチナ解放戦線）の拠点となっている事に不満を抱いたイスラエル軍によるレバノン侵攻が開始された。これに呼応して南部のキリスト系住民が南レバノン政府を樹立、レバノン内戦が勃発するなど中東情勢が不安定化していった。国際社会による仲裁が求められつつあった中、キリスト教マロン派の民兵組織であるレバノン軍団によるパレスチナ難民への虐殺（サブラ・シャティーラ事件）が発生すると遂に第三国の停戦部隊派遣が決定された。共和国軍はフランス軍とアメリカ軍・イギリス軍と停戦監視団を組織する事を発表、共和国軍のアンジェローニ准将が派遣旅団を指揮した。
レバノン内戦とイスラエル軍の侵攻に対する干渉は国際社会から好意的に受け止められた。この派兵によって国内の派兵に対する拒否感も軟化し、以降の積極的な国際貢献活動へと繋がっていく。

### 対テロ戦争

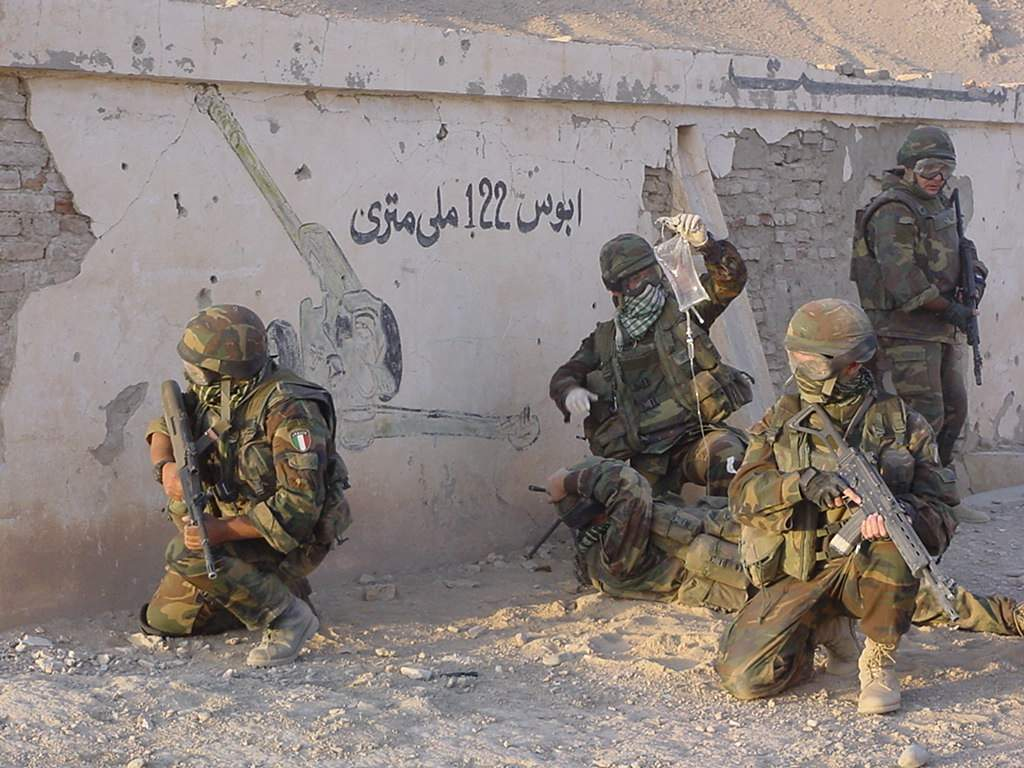
アフガニスタンで行動するアルピーニ。右奥では衛生兵が負傷兵に点滴をしている。

2001年9月11日のアメリカ同時多発テロ事件が発生すると、北大西洋条約機構（NATO）は集団的自衛権を宣言した。事件の容疑者とされたアルカーイダの引き渡しに応じないアフガニスタンのターリバーン政権に対し、アメリカ合衆国とイギリス王国による攻撃が開始され、地上では北部同盟軍がターリバーンを首都カーブルからカンダハルなど南部へと退かせた後、アフガニスタン暫定政府が樹立された。
しかし米英軍はタリバンなど旧政府勢力の完全な掃討は完了できず、不安定な治安情勢は米英軍とアフガニスタン国軍・警察だけでは不十分であった。2001年12月のボン合意により、国際治安支援部隊（ISAF）が創設され、陸軍部隊をアフガニスタンに駐屯させることとなった。NATOのイタリア共和国はフランス・ドイツ・カナダと並んでISAF参加国の主軸を担い、共和国陸軍は第2山岳連隊を中心とする411名の兵員とNBC小隊・工兵小隊を初期戦力として派遣した。共和国空軍も輸送ヘリUH-1N3機と戦闘機トーネード4機をカブール空軍基地に展開して航空支援に当たった。
イタリア共和国はアフガニスタンの治安維持を今日に至るまで継続しており、2009年10月時点で派遣戦力は2795名に上っている。交代制の指揮権では2005年8月4日から2006年5月4日の「第八次作戦」で担当、マルオ・デル・ヴェッキオ中将がトルコ軍のエテム・エルダー中将からISAF司令官職を引き継いだ。任期終了後はイギリス軍のデイビッド・リチャーズ大将に司令官職を移譲した。
アメリカ主導の対テロ戦争に大きな協力を行ったイタリア共和国であったが、2003年に始まった第二次湾岸戦争（イラク戦争）への参加は見送られた。共和国政府は宣戦行為自体に反対はしなかったが、正当性を疑問視する国際世論を受けて宣戦に反対したドイツ・フランスと共に派兵を見送った。イラク戦争終結後、アフガニスタン同様の旧政府勢力・反乱勢力による治安悪化が発生すると、スペイン・グルジア・ウクライナに並んで治安維持部隊を派遣した。共和国軍はナーシリーヤ周辺を担当地域として割り当てられ、治安回復と人道支援に尽力した。
2006年、共和国政府での政権交代に伴い対米関係の見直しが進められ、2006年5月26日にマッシモ・ダレーマ外務大臣はNATOの賛同を得ていないイラク戦争からの撤収を決定した。